# África
A África é o terceiro continente mais extenso (depois da Ásia e da América) com cerca de 30 milhões de quilômetros quadrados, cobrindo 20,3% da área total da terra firme do planeta. É o segundo continente mais populoso da Terra (atrás da Ásia) com cerca de um bilhão de pessoas (estimativa para 2005), representando cerca de um sétimo da população mundial, e 54 países independentes.
Apresenta grande diversidade étnica, cultural, social e política. Dos trinta países mais pobres do mundo (com mais problemas de subnutrição, analfabetismo, baixa expectativa de vida), pelo menos 21 são africanos. Apesar disso existem alguns países com um padrão de vida razoável, mas não existe nenhum país realmente desenvolvido na África. Maurícia e Seicheles têm uma qualidade de vida bastante razoável, como até a recente revolução também a Líbia. Ainda há outros países africanos com qualidade de vida e índices de desenvolvimento razoáveis, como a maior economia africana, a África do Sul (0,705) e outros países como Marrocos (0,676), Argélia (0,759), Tunísia (0,739), Egito (0,700), Botsuana (0,728), Cabo Verde (0,651), São Tomé e Príncipe (0,609), Congo-Brazavile (0,608), Gabão (0,702), Namíbia (0,645), Essuatíni (0,608), Gana (0,596), Zâmbia (0,591), Guiné Equatorial (0,588), Quênia (0,579), Angola (0,574), Camarões (0,563) e Zimbábue (0,563).
A África costuma ser regionalizada de duas formas. A primeira valoriza a localização dos países e os divide em cinco grupos: África setentrional, África Ocidental, África Central, África Oriental e África meridional. A segunda regionalização usa critérios étnicos e culturais, como a religião e etnias predominantes em cada região, sendo dividida em dois grandes grupos, a África Branca ou setentrional, formada pelos oito países da África do norte, mais a Mauritânia e o Saara Ocidental, e a África Negra ou subsaariana, formada pelos outros 44 países do continente.

## Etimologia
Afri era um nome latino usado para se referir aos habitantes do que era então conhecido como norte da África, localizado a oeste do rio Nilo, e em seu sentido mais amplo referindo-se a todas as terras ao sul do Mediterrâneo, também conhecido como Líbia Antiga. Este nome parece ter originalmente se referido a uma tribo nativa da Líbia, um ancestral dos berberes modernos; veja Terence para discussão. O nome tinha sido geralmente ligado com a palavra fenícia ʿafar que significa "poeira", mas uma hipótese de 1981 afirmou que deriva da palavra berbere ifri (plural ifran) que significa "caverna", em referência aos moradores de cavernas. A mesma palavra pode ser encontrada no nome dos Banu Ifran da Argélia e Tripolitânia, uma tribo berbere originária de Yafran (também conhecida como Ifrane) no noroeste da Líbia, bem como da cidade de Ifrane no Marrocos.

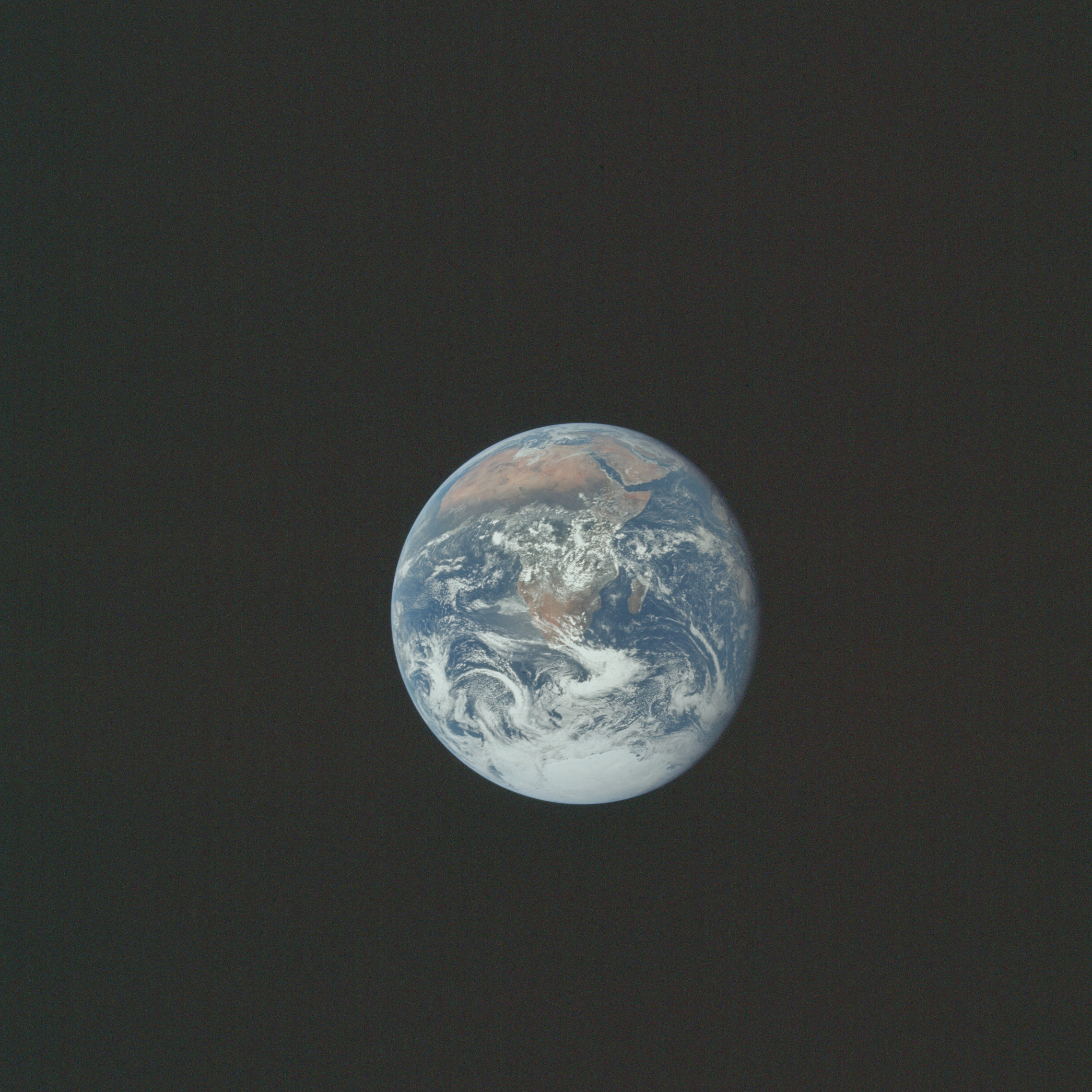
África vista pela tripulação da Apollo 17 em 1972.

Sob o domínio romano, Cartago tornou-se a capital da província então chamada Africa Proconsularis, após a derrota dos cartagineses na Terceira Guerra Púnica em 146 a.C., que também incluía a parte costeira da atual Líbia. O sufixo latino -ica às vezes pode ser usado para denotar uma terra (por exemplo, em Celta de Celtae, como usado por Júlio César). A região muçulmana posterior de Ifriqiya, após a conquista do Exarchatus Africae do Império Bizantino (Romano Oriental), também preservou uma forma do nome.
De acordo com os romanos, a África fica a oeste do Egito, enquanto "Ásia" era usado para se referir à Anatólia e terras a leste. Uma linha definitiva foi traçada entre os dois continentes pelo geógrafo Ptolomeu (85-165 d.C.), indicando Alexandria ao longo do Meridiano de Greenwich e fazendo do istmo de Suez e do Mar Vermelho a fronteira entre a Ásia e a África. À medida que os europeus passaram a entender a real extensão do continente, a ideia de "África" expandiu-se com seus conhecimentos.
Outras hipóteses etimológicas foram postuladas para o antigo nome "África":
- O historiador judeu do século 1 Flávio Josefo (Ant. 1.15) afirmou que foi nomeado em homenagem a Efer, neto de Abraão de acordo com Gênesis 25:4, cujos descendentes, ele alegou, haviam invadido a Líbia.[11]
- Isidoro de Sevilha em sua Etymologiae XIV.5.2 do século 7. sugere que "África" vem do latim aprica, que significa "ensolarado".[11]
- Massey, em 1881, afirmou que a África é derivada do egípcio af-rui-ka, que significa "voltar-se para a abertura do Ka". O Ka é o duplo energético de cada pessoa e a "abertura do Ka" refere-se a um útero ou local de nascimento. A África seria, para os egípcios, "o berço".[12]
- Michèle Fruyt em 1976 propôs ligar a palavra latina com africus "vento sul", que seria de origem úmbria e significaria originalmente "vento chuvoso".
- Robert R. Stieglitz, da Universidade Rutgers, em 1984, propôs: "O nome África, derivado do latim *Aphir-ic-a, é cognato ao hebraico Ophir ['rico']".[12]
- ibne Calicane e alguns outros historiadores afirmam que o nome da África veio de um rei himyarita chamado Afrikin ibn Kais ibn Saifi ("Afrikus filho de Abraão") que subjugou Ifriqiya.[13][14][15]
- Árabe afrīqā (substantivo feminino) e ifrīqiyā, agora geralmente pronunciado afrīqiyā (feminino) 'África', de afara [' = ain, não alif] 'estar empoeirado' de afar 'poeira, pó' e afir 'seco, seco pelo sol, murcho' e affara 'secar ao sol na areia quente' ou 'polvilhar com poeira'.[16]
- Possivelmente faraqa fenícia no sentido de "colônia, separação".[17]

## História

### Pré-história, Antiguidade e Idade Média

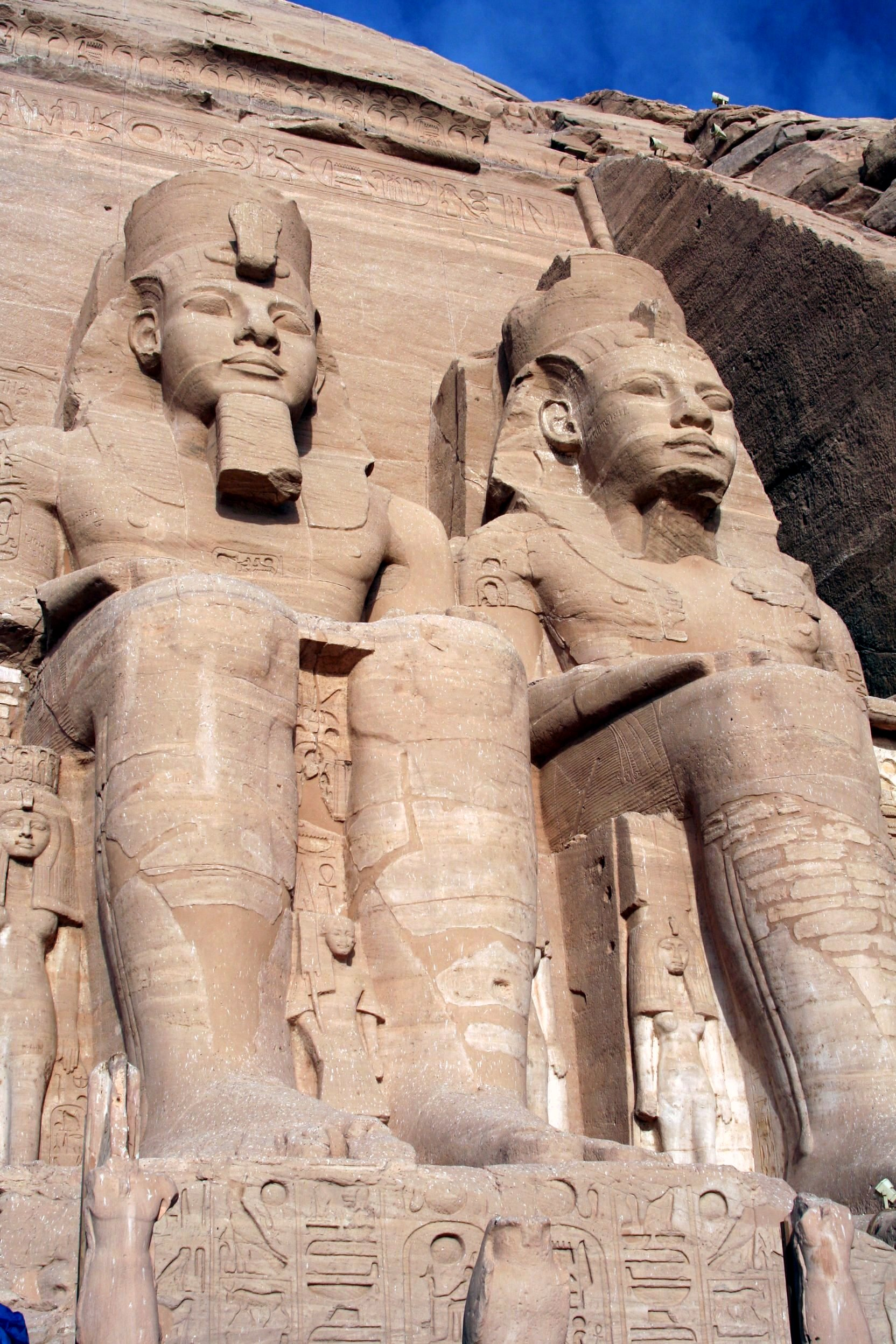
As quatro colossais estátuas de Ramessés II na entrada do templo de Abul-Simbel, símbolos da civilização do Antigo Egito

O homem passou a estar presente na África durante os primeiros anos da era quaternária ou os últimos anos da era terciária. A maioria dos restos de hominídeos fósseis encontrados por arqueólogos — australopitecos, Homo habilis, Homo erectus, Homo heidelbergensis, homens de Neandertal e de Cro-Magnon — em lugares diferenciados da África é a demonstração de que essa parte do mundo é importante no processo evolutivo da espécie humana e indica, até, a possível busca das origens do homem nesse continente. As semelhanças comparáveis da história da arte que vai entre o paleolítico e o neolítico são iguais às das demais áreas dos continentes europeu e asiático, com diferenças focadas em regiões então desenvolvidas. A maioria das zonas do interior do continente, meio postas em isolamento, em contraposição ao litoral, ficaram permanentes em estágios do período paleolítico, apesar de a neolitização processada ter início em 10 000 a.C., com uma diversidade de graus acelerados.
O Norte da África é a região mais antiga do mundo. A civilização egípcia floresceu e inter-relacionou-se com as demais áreas culturais do mundo mediterrâneo, motivos pelas quais essa região foi estreitamente vinculada, há milhares de séculos, depois que a civilização ocidental foi geralmente desenvolvida. As colônias pertencentes à Fenícia, Cartago, a romanização, os vândalos aí fixados e o Império Bizantino influente são os fatores pelos quais foi deixada no litoral mediterrâneo da África uma essência da cultura que posteriormente os árabes assimilaram e modificaram. Na civilização árabe foi encontrado um campo de importância em que foi expandida e consolidada a cultura muçulmana no Norte da África. O Islã foi estendido pelo Sudão, pelo Saara e pelo litoral leste. Nessa região, o Islã é a religião pela qual foram sendo seguidas as rotas de comércio do interior da África (escravos, ouro, penas de avestruz) e estabelecidos encraves marítimos (especiarias, seda) no oceano Índico.
Simultaneamente, na África negra foram conhecidos vários impérios e estados que aí floresceram. Estes impérios e estados nasceram de grandes clãs e tribos submetidos a um só soberano poderoso com características próprias do feudalismo e da guerra. Entre esses impérios de maior importância figuram o de Axum, na Etiópia, que teve sua chegada ao apogeu no século XIII; o de Gana, que desenvolveu-se do século V ao XI e os estados muçulmanos que o sucederam foram o de Mali (do século XIII ao XV) e o de Songai (do século XV ao XVI); o reino de Abomei do Benim (século XVII); e a confederação zulu do sudeste africano (século XIX).

### Idades Moderna e Contemporânea

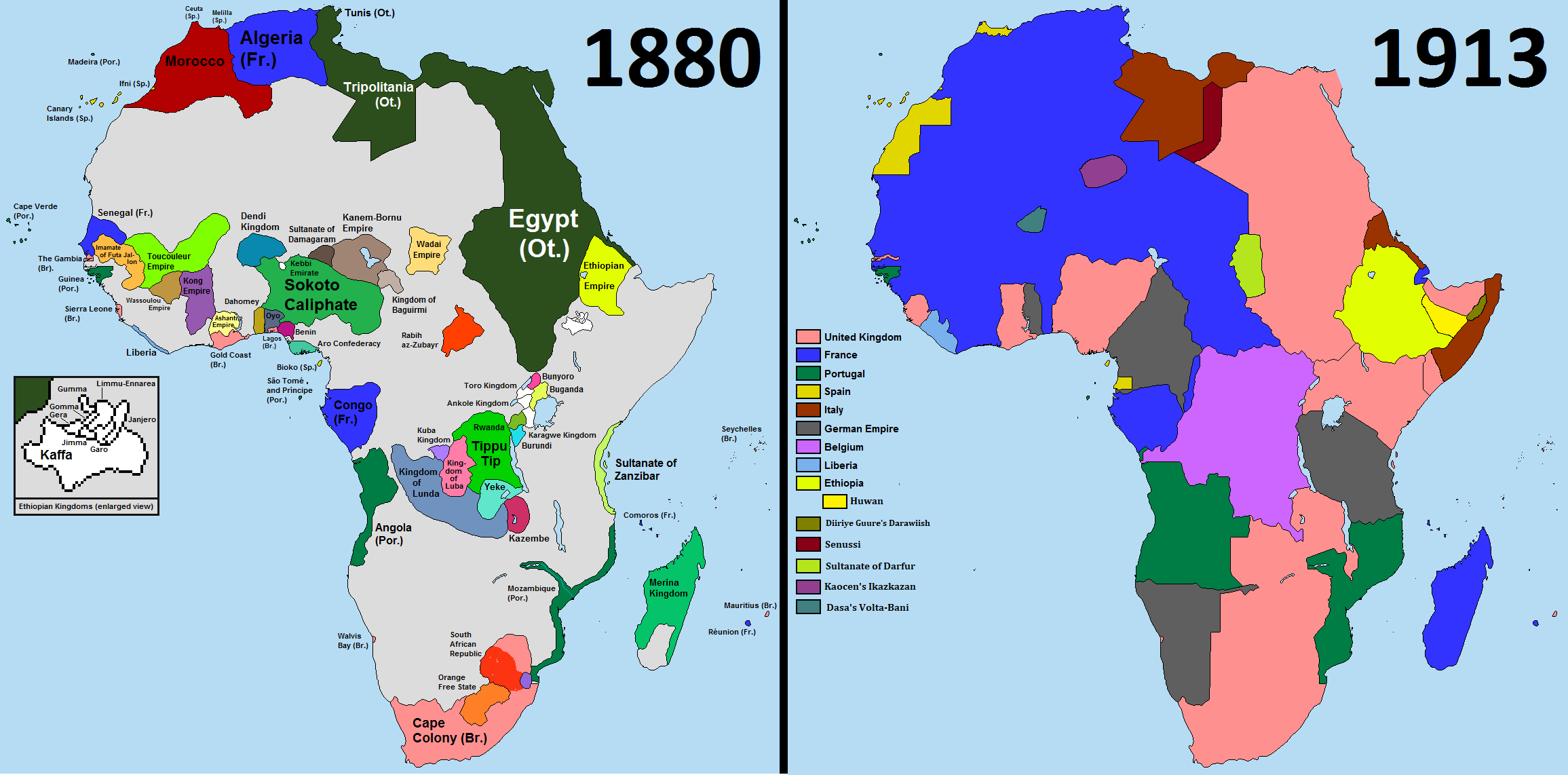
Comparação da colonização da África entre os anos de 1880 e 1913

Durante o século XV os exploradores vindos da Europa chegaram primeiro ao litoral da África Ocidental. O estímulo dado a essa exploração foi uma forma de buscar novos caminhos para as Índias, após o comércio ser fechado por parte dos turcos no leste do Mar Mediterrâneo. Os colonizadores de Portugal, da Espanha, da França, da Grã-Bretanha e dos Países Baixos foram os competidores do novo caminho, estabelecendo no litoral feitorias e portos de embarque para, principalmente, comercializar escravos. Concomitantemente, foram realizadas as primeiras viagens científicas que adentraram o interior do continente: Charles-Jacques Poncet na Abissínia, em 1700; James Bruce em 1770, procurando o local onde nasce o Nilo; Friedrich Konrad Hornermann viajando no deserto da Líbia sobre a garupa de um camelo, em 1798; Henry Morton Stanley e David Livingstone na bacia do Congo, em 1879.

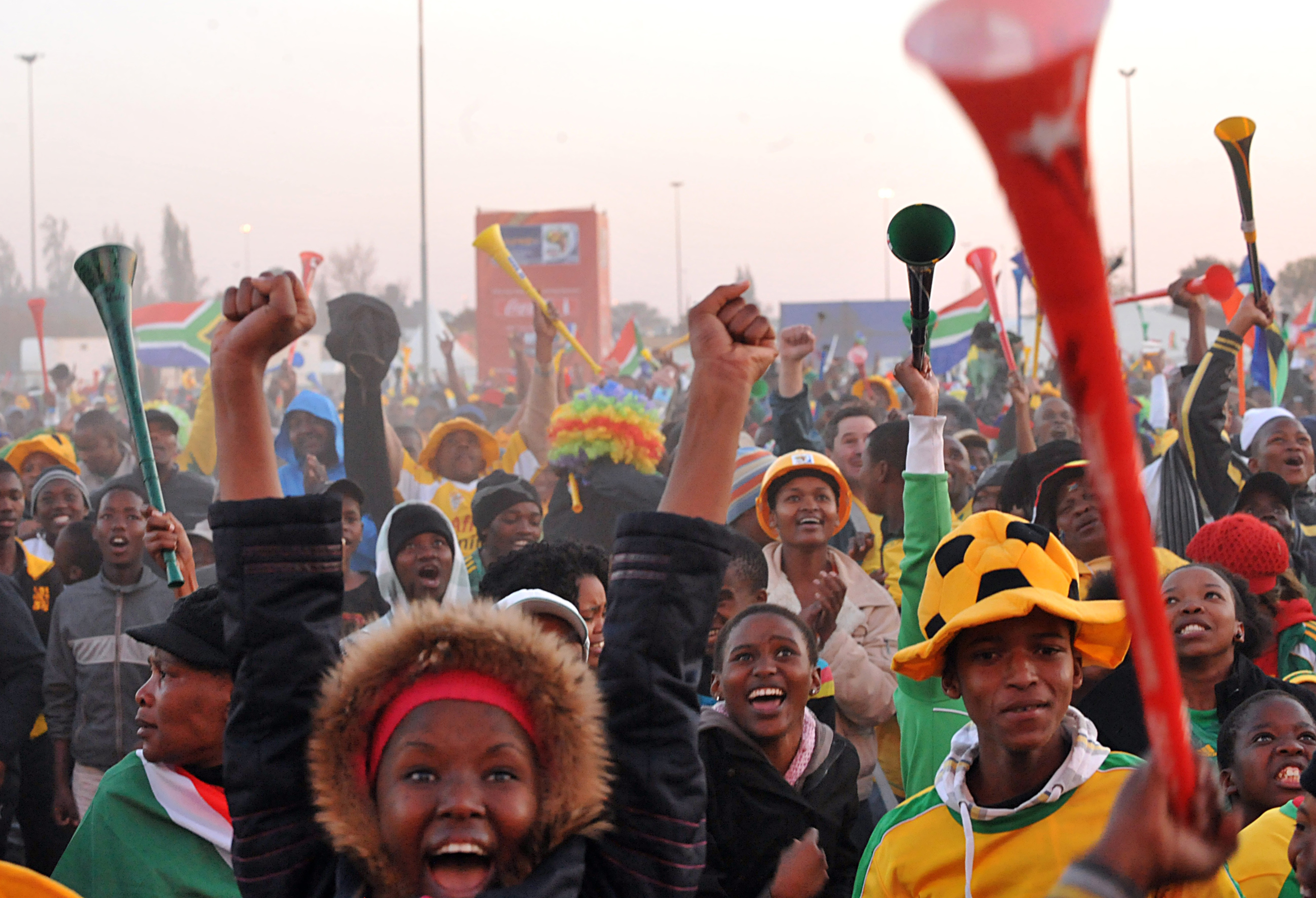
Pessoas assistindo a um dos jogos da Copa do Mundo FIFA de 2010, na África do Sul

A partir do século XIX, as potências europeias, interessadas política e economicamente, representavam estímulo para que o interior da África fosse penetrado e colonizado. As potências europeias desejavam a criação de impérios que fossem estendidos de litoral a litoral, mas isso fez com que o Reino Unido (pelo qual foi conseguida a ocupação de uma faixa de norte a sul, do Egito à África do Sul, além de demais zonas colonizadas no golfo da Guiné), a França (que estabeleceu-se no noroeste da África, em parte do equador africano e em Madagascar) e, em quantidade pequena, Portugal (Angola, Moçambique, Guiné e uma diversidade de ilhas estratégicas), Alemanha (Togo, Tanganica e Camarões), Bélgica (Congo Belga), Itália (Líbia, Etiópia e Somália) e Espanha (parte do Marrocos, Saara Ocidental e encraves na Guiné) brigassem entre si. A partilha da África foi formalmente consumada na Conferência de Berlim de 1884–1885, na qual firmou-se o princípio da ocupação efetiva como forma de legitimar as colônias empossadas.
Devido ao regime colonial estabelecido no continente, foram destruídas e modificadas as estruturas sociais, econômicas, políticas e religiosas da maioria do território da África negra. As colônias que proclamaram sua independência, processo emancipatório que se iniciou após a Segunda Guerra Mundial e se concluiu principalmente de 1960 até 1975, tiveram que enfrentar problemas graves de integração nacional, resultantes das fronteiras arbitrárias herdadas do sistema colonial, além da pobreza prevalecente no continente e o rápido crescimento da população africana, mais elevado do que o número de alimentos produzidos. Acresce que econômica e politicamente dependem em boa parte das antigas metrópoles, que a sua administração se caracteriza geralmente por ineficiência e corrupção, e que a persistente divisão étnica e religiosa leva a conflitos de várias ordens. Estes e outros fatores são as principais barreiras que impedem que os novos países se desenvolvam. Os seus governos, muitas vezes com características de ditaduras militares ou de um presidencialismo autoritário, são frequentemente empecilhos em vez de motores do desenvolvimento. Em alguns casos, têm tendência à adoção de políticas concebidas para garantir a libertação dos países das potências estrangeiras. A cooperação entre países africanos, ensaiada para facilitar a solução dos seus problemas, deu origem a uma diversidade de organizações supranacionais que se baseiam na ideia do pan-africanismo, ou a totalidade dos povos africanos unidos em torno dos interesses comuns. A organização de maior importância é a Organização da Unidade Africana (OUA).

## Colonialismo
A , também conhecida como a Corrida a África ou ainda Disputa pela África, era proliferação de reivindicações europeias conflitantes ao território africano durante o período do neoimperialismo, entre a década de 1880 e a Primeira Guerra Mundial em 1914. Envolveu principalmente a França e o Reino Unido, mas também a Itália, Bélgica, Alemanha, Portugal, Espanha e, com menos intensidade, os Estados Unidos. Este participou da fundação da Libéria.

## Geografia

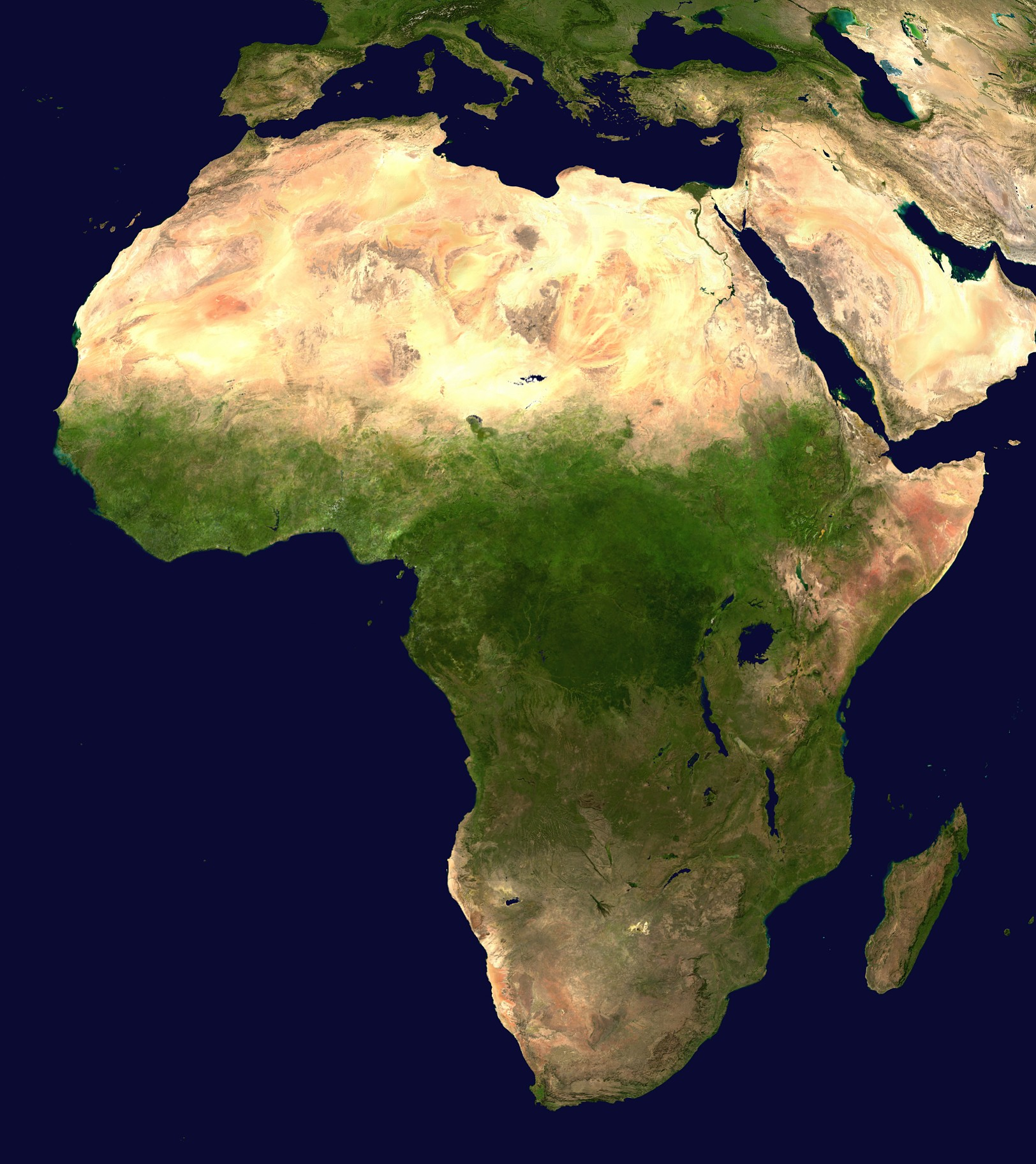
Imagem de satélite do continente africano

A África está separada da Europa pelo mar Mediterrâneo e liga-se à Ásia na sua extremidade nordeste pelo istmo do Suez. O continente é o único que se estende pelo hemisfério norte e hemisfério sul, atravessado pela linha do equador e o meridiano de Greenwich. No entanto, a África ocupa uma única placa tectônica, ao contrário da Europa que partilha com a Ásia a placa Euro-asiática.
Do seu ponto mais a norte, Ras ben Sakka, em Marrocos, à latitude 37°21'N, até ao ponto mais a sul, o cabo das Agulhas na África do Sul, à latitude 34°51'15" S, há uma distância de aproximadamente 8 000 km. Do ponto mais ocidental de África, o Cabo Verde, no Senegal, à longitude 17°33'22"W, até Ras Hafun na Somália, à longitude 51°27'52" E, são cerca de 7 400 km.
Para além do mar Mediterrâneo, a norte, a África é banhada pelo oceano Atlântico na sua costa ocidental e pelo oceano Índico do lado oriental. O comprimento da linha de costa é de 26 000 km.
A área territorial da África é de pouco mais de 30 milhões de quilômetros quadrados, já que é o terceiro continente mais extenso do mundo. A África é atravessada por três grandes paralelos terrestres de leste para oeste: Linha do Equador, Trópico de Câncer e Trópico de Capricórnio, além do Meridiano de Greenwich, no sentido norte-sul. A África tem cinco diferentes fusos horários.

### Relevo

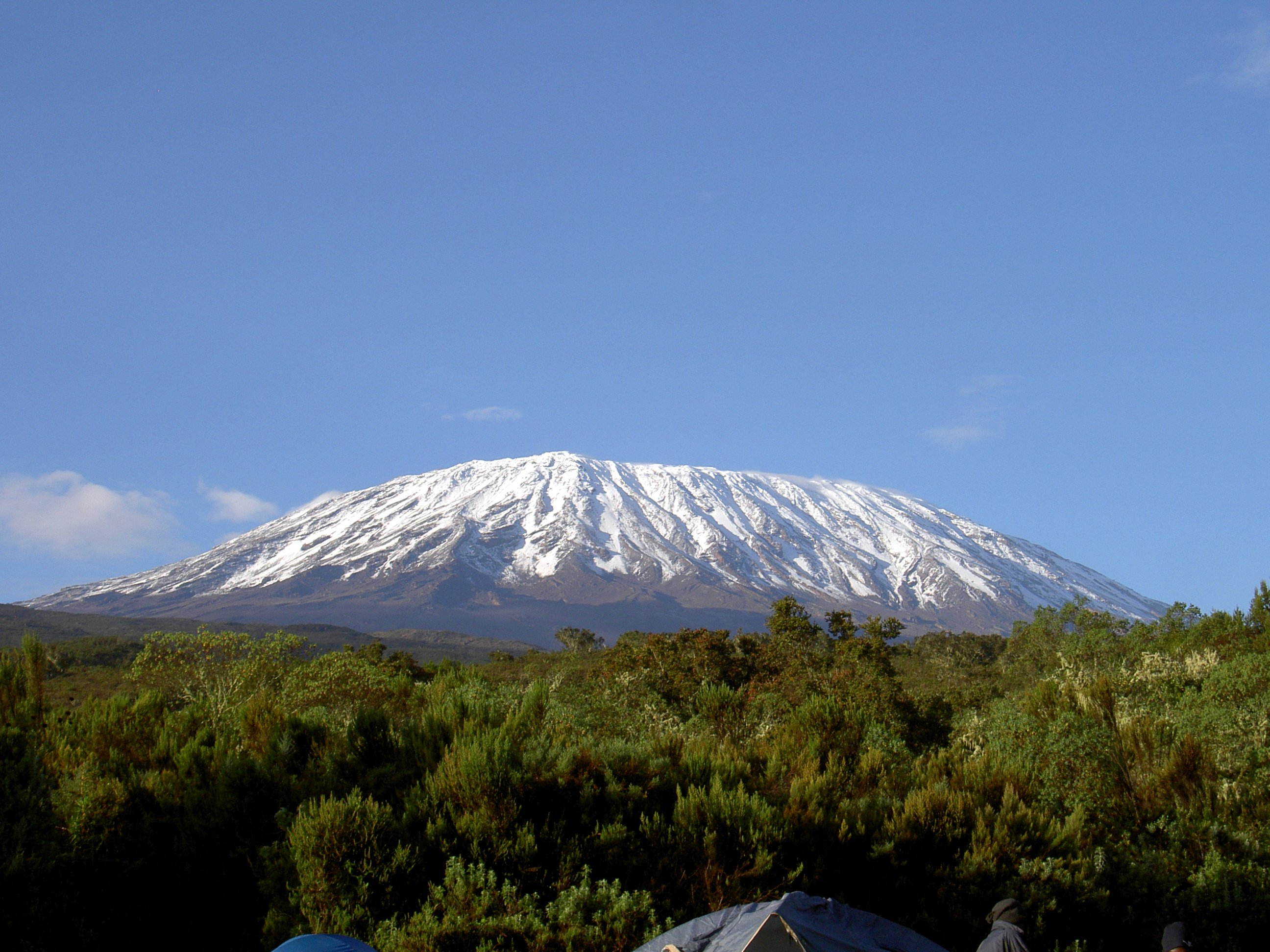
Monte Quilimanjaro, na Tanzânia, o ponto mais alto do continente africano, com metros de altitude

O relevo da África é, em sua maioria, formada por planaltos. É apresentada pelo continente uma altitude média de mais de 750 metros. As formas de relevo que ocupam todas as regiões centro e oeste são planaltos que se erodiram com intensidade. As rochas mais antigas constituem os planaltos. E os planaltos, propriamente ditos, tem como limites os grandes escarpamentos.
São contornadas pelos planaltos as depressões cujos rios atravessam, nas quais também são encontrados lagos e bacias hidrográficas de maior extensão, das quais podemos citar os rios Nilo, Congo, Chade, Níger, Zambeze, Limpopo, Cubango e Orange. Ao longo do litoral, estão situadas as planícies costeiras, por vezes com muita vastidão, como as planícies do rio Níger e do rio Congo.
No leste da África são encontradas um de seus aspectos físicos que mais se destacam: uma falha geológica que se estende no sentido norte-sul, o Grande Vale do Rifte, em que são sucedidas montanhas, algumas que no passado geológico eram meros vulcões e depressões de maior extensão. É nessa região que estão localizados os maiores lagos do continente, cujas altas montanhas circundam-os, de mencionar o Quilimanjaro (5 895 m), o monte Quênia (5 199 m) e o Ruwenzori (5 109 m).

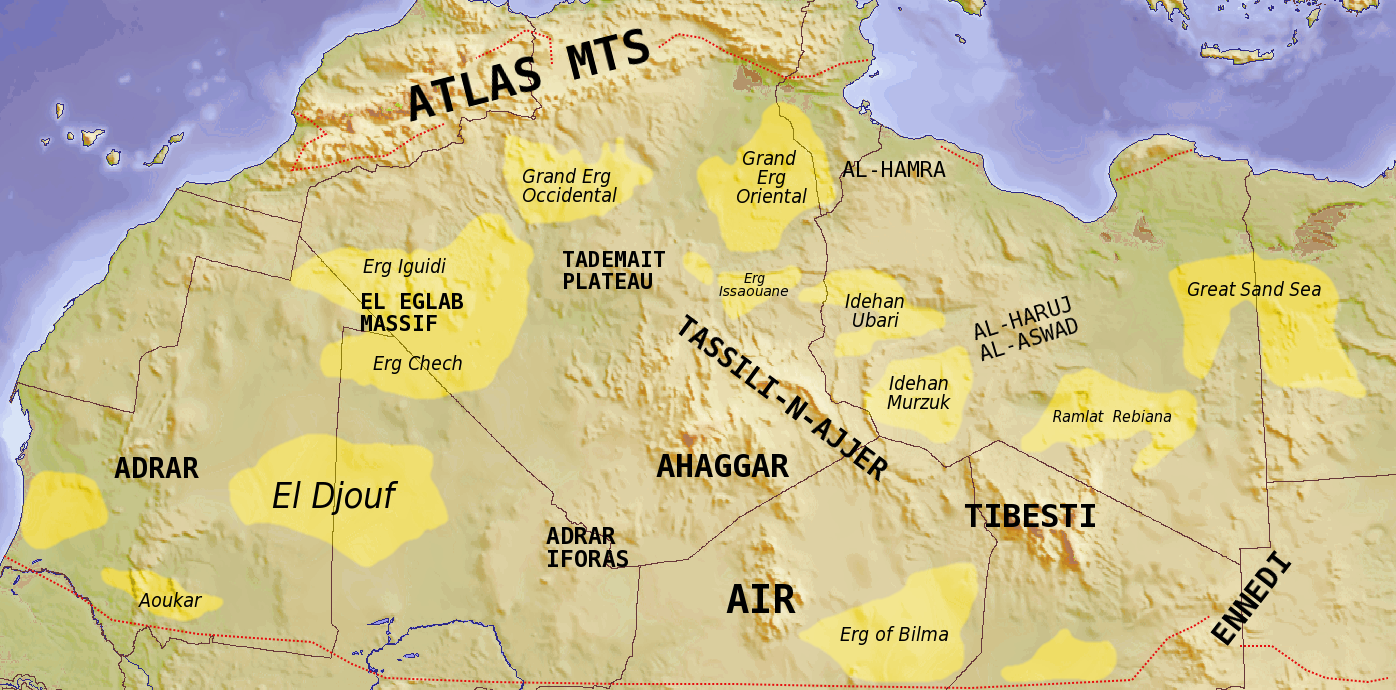
Mapa topográfico do Saara

Podem ser destacados ainda dois grandes conjuntos formados pela elevação de terras, um na parte setentrional e outro na parte meridional do continente:
- a cadeia do Atlas, pela qual é ocupada a região setentrional (Marrocos, Argélia e Tunísia). Sua formação é muito recente e são apresentadas pela Cordilheira do Atlas as montanhas cujos picos chegam a atingir 4 000 m de altitude;
- a cadeia do Cabo, na África do Sul, com um passado geológico muito antigo. O seu ponto mais alto são os montes Drakensberg, com altitude superior a 3 400 metros.

Dando por completo uma visão do relevo da África, é possível a observação do fato de existir antigos maciços montanhosos em pontos diferenciados do continente: o da Etiópia, que se formou desde erupções de vulcão, o de Fouta Djalon e o de Hoggar, além de muitos outros.

### Litoral
Os principais acidentes geográficos litorâneos são o golfo da Guiné no Atlântico Sul; e o estreito de Gibraltar, do Oceano Atlântico até o mar Mediterrâneo. Na parte oriental do continente está localizada a península da Somália, aquilo que os geógrafos também a chamam de Chifre da África no Brasil ou "Corno de África" em Portugal, e o golfo de Adem, cujo acidente geográfico que forma o golfo, propriamente dito, são as águas do oceano Índico. O golfo de Adem tem como limites a península Arábica, que é pertencente à Ásia. Na parte meridional, está localizado o cabo da Boa Esperança.
Na África não existem muitas ilhas adjacentes. No Atlântico, estão localizadas a Região Autónoma da Madeira, ilhas Canárias, São Tomé e Príncipe e de Cabo Verde. No oceano Índico é encontrada uma ilha de maior extensão, Madagáscar, e outras pequenas que são os arquipélagos denominados Comores, Maurício e Seicheles.

### Clima

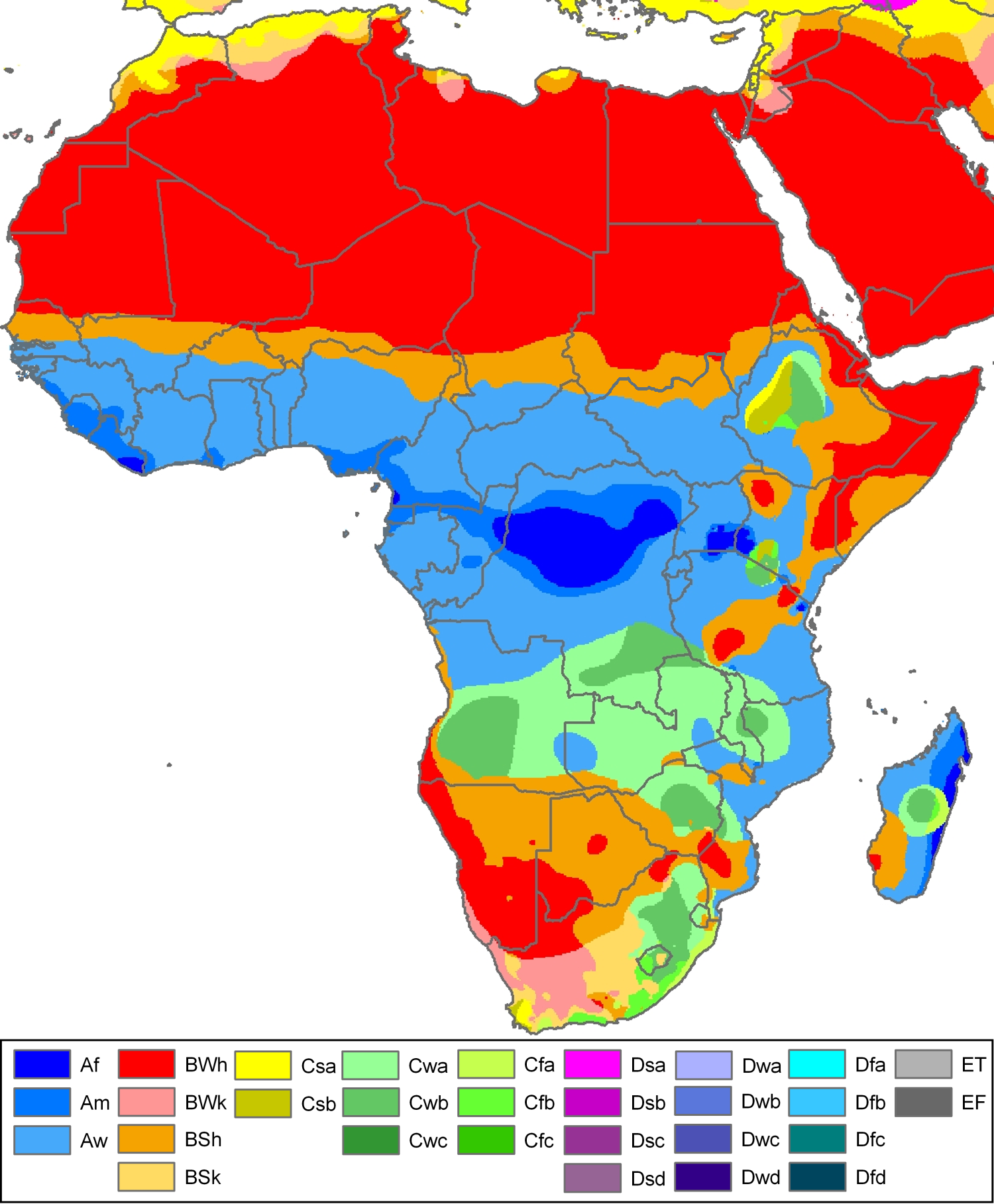
Mapa climático da África de acordo com a classificação climática de Köppen-Geiger

Na África existem quatro tipos climáticos. São eles: equatorial, tropical, desértico e mediterrâneo.
O clima equatorial é de calor e umidade o ano inteiro. A parte abrangida pelo clima equatorial é a região centro-ocidental do continente; o clima tropical é quente com carência de chuvas no invernos. A parte dominada pelo clima é a quase a totalidade das terras africanas, entre o centro e o sul, com inclusão da ilha de Madagascar; a parte compreendida pelo clima desértico é uma grande área extensa da África, que acompanha os desertos do Saara e de Calaári; finalmente, as áreas de manifestação do clima mediterrâneo são pequenos trechos da extremidade setentrional e da extremidade meridional do continente. A apresentação térmica do clima de deserto é de temperaturas elevadas com a umidade dos invernos.
A quantidade de chuvas que caem na África é a causa principal dos muitos diferenciais que existem entre as paisagens africanas. A ocorrência das chuvas é abundante na região cortada pela linha do equador, mas tem insignificância nas áreas próximas ao Trópico de Câncer, onde está localizado o deserto do Saara, e do Trópico de Capricórnio, região pela qual o Calaári tem uma área extensa. Os desertos se localizam no interior do território africano e a área de ocupação dos desertos é definida a muitas partes do continente.

### Hidrografia

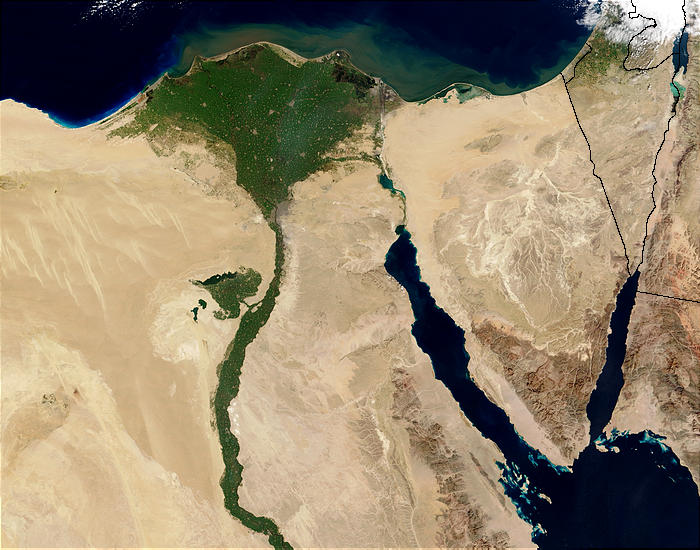
A porção egípcia do rio Nilo, vista a partir do espaço

Na África existem rios de maior extensão e volume, porque se localizam em regiões próximas aos trópicos e à linha do equador. O rio mais importante do continente é o Nilo, o segundo maior em extensão do mundo (depois do Solimões-Amazonas). Tem um comprimento de mais de 6 500 km. Sua nascente é próxima ao lago Vitória, cuja área percorrida é o nordeste africano e o Nilo é afluente do mar Mediterrâneo. A bacia hidrográfica que é formada pelo rio principal e seus afluentes têm uma área de superior a três milhões de quilômetros quadrados. O vale do Nilo, resulta da união entre o Nilo Branco e o Nilo Azul. O solo apresentado pelo vale do Nilo é de extrema fertilidade. A atividade econômica principal do vale do Nilo é a agricultura. As grandes civilizações egípcia e de Meroé, na Antiguidade, tiveram existência em parte devido ao fato de ocorrer cheias que se repetem a cada ano.
Além do Nilo, entre os demais rios de importância para a África estão o Congo, o Níger e o Zambeze. De menor extensão, mas iguais em relevância, incluem o Senegal, o Orange, o Limpopo e o Zaire.
No que diz respeito aos lagos, na África existem alguns de extensão e profundidade, os muitos que se localizam na parte oriental do continente, como o Vitória, o Rodolfo e o Tanganica; a profundidade do Tanganica, propriamente dito, é superior a 1 500 metros. A grande falha geológica, onde foram alojados os Grandes Lagos Africanos, é muito evidenciada enfaticamente pelo lago Tanganica. O lago mais extenso da região centro-ocidental é o Chade.

### Flora e fauna

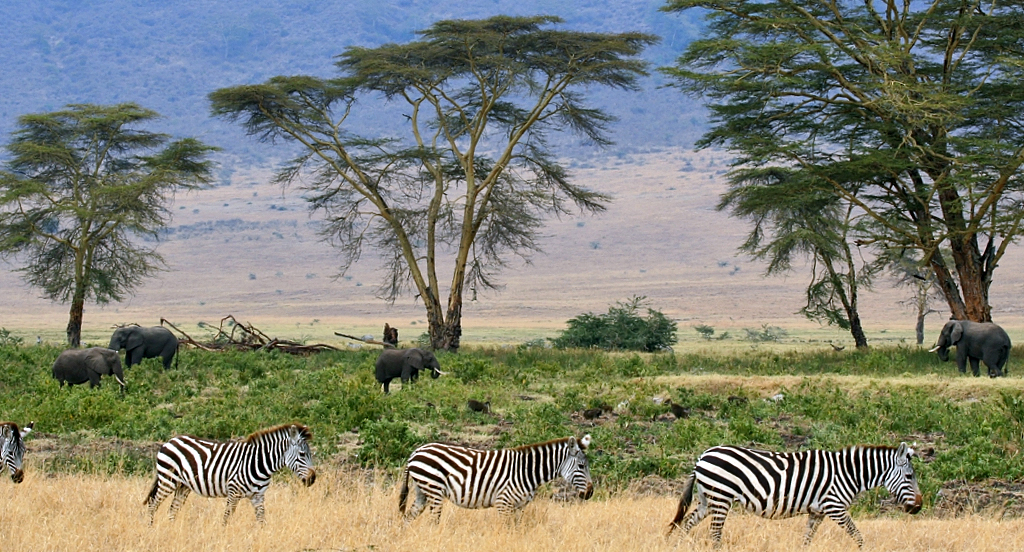
Zebras e elefantes no Parque Nacional do Serengueti, na Tanzânia

Nas áreas de clima equatorial existe uma abundância de chuvas o ano todo; devido à pluviosidade, a vegetação que domina o continente é a floresta equatorial. Nas partes setentrional e meridional dessa faixa, onde há umidade de verão, constatamos o aparecimento das savanas, que são o tipo de vegetação constituinte de maior abundância no continente. As áreas que são circundadas por essa região são zonas que podem contar com a amenidade das temperaturas, pouca chuva e a acentuação das estações secas, como o Sahel.
Ao longo do litoral do mar Mediterrâneo e da África do Sul, é destacada aquilo que os geógrafos e climatólogos a chamam de vegetação mediterrânea. A formação da vegetação mediterrânea é arbustiva e de gramíneas. Na parte meridional do continente, a província florística do Cabo tem relevância.
Como os africanos têm consciência ecológica da preservação de parte significativa de sua vegetação, na África são conservadas ainda numerosas espécies de sua fauna: na floresta equatorial abrigam-se, de maneira principal, aves e macacos; nas savanas e estepes estão reunidos antílopes, zebras, girafas, leões, leopardos, elefantes, avestruzes e geralmente animais maiores. A África possui o maior número de espécies de megafauna, pois foi o continente menos afetado pela extinção da megafauna do Pleistoceno (Era do Gelo). A África é o continente onde a espécie humana se originou, o que leva a hipótese de que a coevolução de animais de grande porte ao lado de seres humanos tenha fornecido tempo suficiente para que esses desenvolvessem defesas eficazes contra os humanos, o que não ocorreu em outros continentes, como a Oceania e a América, onde as extinções foram mais graves. Sua localização nos trópicos também a poupou das glaciações do Pleistoceno, com o clima não mudando muito comparado a era geológica atual (Holoceno).

### Regiões
Não é fácil fazer o agrupamento dos países da África em conjuntos que apresentem homogeneidade. Mas, para facilitar o estudo, o continente pode ser dividido em cinco regiões principais: Norte da África, África Ocidental, África Centro-ocidental, África Centro-oriental e África Meridional.

#### Norte da África

Norte da África (sub-região da ONU)
Inclusão por critérios geográficos

O Norte da África, aquilo que os geógrafos também chamam de África Setentrional e de África do Norte, é a maior região do continente em extensão territorial, que comporta três subdivisões: os países do Magrebe, os países do Saara e o vale do Nilo.
A palavra Magrebe (maghreb) é da língua árabe tem o significado de "poente do Sol", ou seja, o ocidente. Os países que compõem o Magrebe são Marrocos, a Argélia, a Tunísia, a Mauritânia e a Líbia. Na paisagem, os acidentes geográficos que mais destacam o Magrebe são a cadeia do Atlas, junto ao mar Mediterrâneo, e o gigantesco deserto do Saara onde ambos os trechos são distintos: um pelas quais as dunas arenosas dominam, aquilo que os geógrafos e habitantes locais conhecem por Erg, e outro com muitas pedras, que se chama Hamadas.
A região do Magrebe tem um clima clima mediterrânico na encosta setentrional da cordilheira do Atlas e um clima desértico na parte setentrional dessa cordilheira. A distribuição da população é desigual: a densidade demográfica é grande em áreas de maior umidade e, de modo natural, tem escassez nas áreas de deserto, onde a maioria da população é formada pelos árabes e pelos berberes, que são adeptos do islamismo.
Devido às condições naturais que não favorecem as lavouras, a agropecuária se desenvolve muito pouco, apesar do seu emprego para muitos trabalhadores em atividade que moram nesses países. Merecem destaque a agricultura mediterrânea, em que são cultivados vinhas, oliveiras, cítricos e tâmaras. É praticada a pecuária extensiva nas áreas de clima semiárido e a pecuária que se desloca sem destino próprio no deserto.
Como têm muitos minérios que são destinados à exportação, o alcance feito pelos países do Magrebe foi a implantação de uma diversidade de centros industriais destacados, como Argel, Túnis, Orã, Casablanca, Rabat, Fez e Marraquexe, que são algumas das cidades africanas de maior população e beleza.
Os principais produtos econômicos da Argélia são o petróleo e o gás natural, sendo que o país também faz parte da OPEP como membro desta organização internacional. Marrocos e Tunísia exportam muito fosfatos, que serve como matéria-prima para a indústria que fabrica fertilizantes.

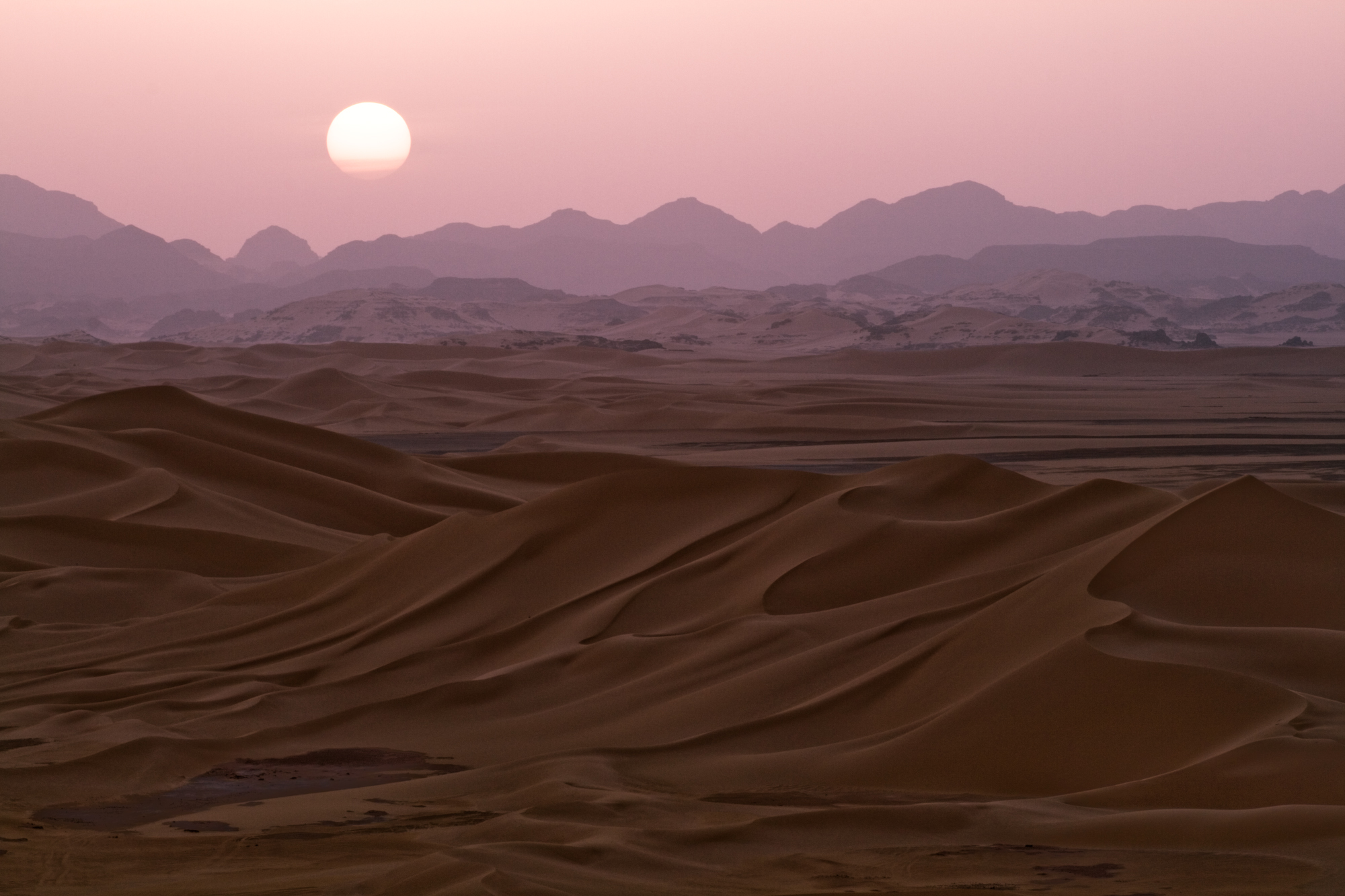
O deserto do Saara na Líbia

A vastidão do deserto do Saara estende-se por uma diversidade de países, sendo uma característica natural da Mauritânia, Mali, Níger, Chade e Líbia, na mesma sub-região. O solo árido e o predominante clima desértico não são favoráveis às atividades econômicas; a agricultura apenas é possível junto aos oásis e em trechos de pouco comprimento do litoral. O subsolo apresenta riqueza mineral expressiva em reservas de petróleo, gás natural, ferro e urânio.
Mesmo com o encontro do Egito com o Sudão no deserto do Saara, o rio Nilo ali presente pode ser agrupado em outra sub-região. Como os rios Nilo Branco e Nilo Azul formam o famoso acidente geográfico fluvial, é atravessada pelo Nilo a totalidade do território desses países, cujo rio proporciona a melhoria das condições vitais para seu povo.
O solo apresentado pelo vale do Nilo é de extrema fertilidade, no qual é praticada com intensidade a agricultura. Consequentemente desse fato, a população do Egito e Sudão é muito maior no deserto do Saara. O Cairo é, por exemplo, a maior cidade da África em população e uma das mais populosas do mundo, com mais de 11 milhões de habitantes.
De menor expressão no Sudão, a indústria egípcia é de maior desenvolvimento e diversidade, das quais podem ser citadas as indústrias siderúrgica, a elétrica e a têxtil, assim como as de produto químicos e alimentícios. Também no subsolo do Egito e do Sudão são encontradas reservas de petróleo e gás natural, além de ferro, fosfato e potássio.

#### África Ocidental

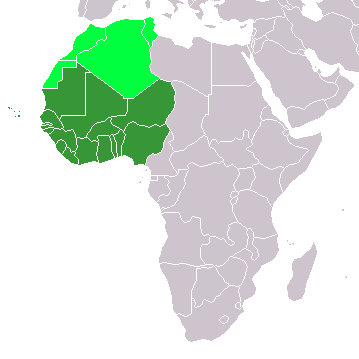
África Ocidental (sub-região da ONU)
Magrebe, uma região separada.

A África Ocidental está localizada entre o deserto do Saara e o golfo da Guiné e nela são abrangidos 17 países independentes (ver lista de países, abaixo).
Devido ao fato de se localizar entre o deserto e o golfo, o clima da região é do tipo equatorial, e a vegetação é formada por savanas na parte setentrional e florestas na parte meridional, onde chove bastante.
A densidade demográfica da África Ocidental é menor nas regiões sob influência do Saara e maior no sul. A Nigéria alberga cerca de 60% de sua população.
A principal atividade econômica é a agricultura, alternada entre a agricultura de subsistência e a plantação de produtos que se destinam à exportação, como o café, cacau, amendoim, banana e outros.
O fato de a África Ocidental chegar à industrialização, que está se expandindo, é dependente dos capitais estrangeiros. Os países de maior desenvolvimento no setor são: Nigéria, Costa do Marfim e Senegal.

#### África Central

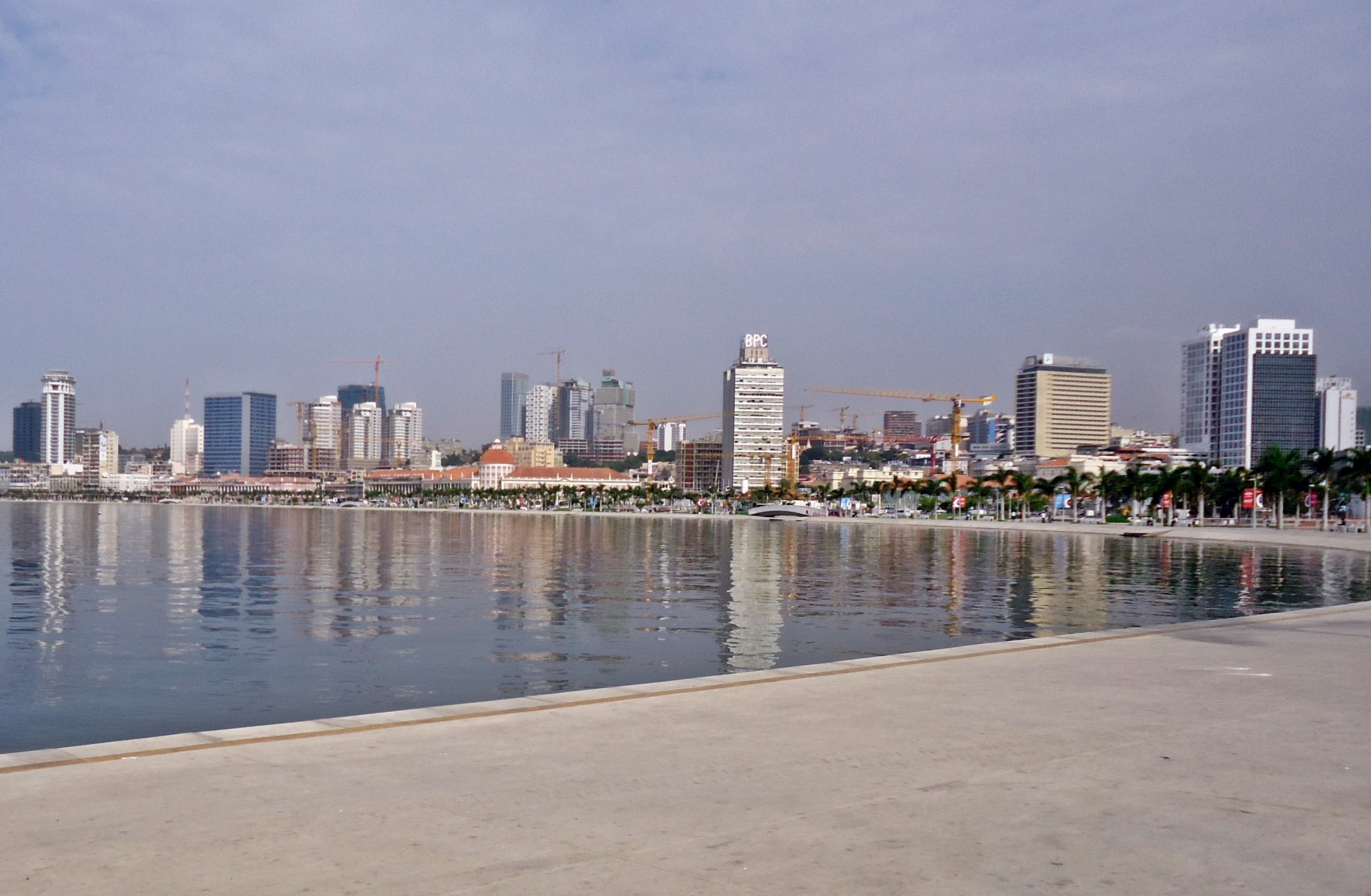
Vista de Luanda, a capital de Angola

Os países agrupados por essa região são quatro: República Centro-Africana, Congo-Brazavile, Congo-Quinxassa e Angola. Está localizada na porção equatorial do continente, que faz limite com o Atlântico a oeste e com altas escarpas montanhosas e grandes falhamentos a leste, sendo verificados, no resto do território, os planaltos e planícies alternadas cujos rios caudalosos atravessam. A região tem um clima de calor e umidade nos países da extremidade norte, sendo verificadas as presentes florestas equatoriais. O clima predominante na extremidade sul da África Ocidental é o tropical, tendo como ecossistema as savanas.
A população dessa região é menos densa cujo grupo étnico principal são os negros que fazem parte majoritariamente do grupo banto. Os países mais populosos da África Central são Zaire e Angola.
É semelhante a agricultura da África Central em relação à agricultura da África Ocidental. A importância da exploração mineral é maior para o Zaire e Angola, onde são encontradas jazidas de cobre, cobalto, manganês e ferro. O extrativismo vegetal, notadamente de madeira, é responsável pelo reforçamento da economia regional.
Como na quase totalidade do continente, há poucas indústrias, mas os lençóis petrolíferos descobertos na faixa litorânea e o grande potencial hidrelétrico que esses países possuem têm como vantagem o oferecimento do progresso esperado.

#### África Oriental

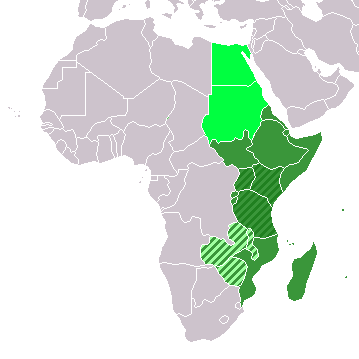
África Oriental (sub-região da ONU)
Comunidade da África Oriental
Federação da Rodésia e Niassalândia (extinta)
Outros países por vezes considerados nesta região

A África Oriental compreende a área que vai da bacia hidrográfica do rio Congo até as águas do mar Vermelho e do oceano Índico. Os países que são agrupados pela África Oriental são no total dez: Eritreia, Etiópia, Djibuti, Somália, Quênia, Tanzânia, Uganda, Ruanda, Burundi e Seicheles. Como a diversidade da paisagem é muito grande, é verificada, em meio à quantidade menor de planícies e da elevação dos planaltos, os ali presentes maciços montanhosos, grandes falhamentos, a grande quantidade de vulcões e lagos. O clima predominante é o tropical, com atenuação das temperaturas pela altitude. A variação de um quadro oferecido pela vegetação é formada pelas florestas equatoriais, pelas savanas, pelas estepes e pelas formações características de áreas desérticas.
As etnias da África Oriental não têm homogeneidade: na península da Somália, aquilo que os geógrafos a conhecem como "Chifre da África" no Brasil ou "Corno de África" em Portugal apenas porque tem a peculiaridade desse formato, a predominância da população tem como grupo étnico os negros do grupo banto, enquanto em outras áreas são encontrados expressivamente a quantidade de camitas, árabes, indianos e europeus. O contingente que é habitante da zona rural é numericamente maior do que a população das cidades; a cidades mais populosas da África Oriental são Nairóbi, Mogadíscio e Adis-Abeba.
Na África Oriental, a economia que tem como base a agricultura, que se organiza principalmente de acordo com o sistema de plantation, é dedicada aos produtos exportados que são o café e o algodão. A escassez de recursos minerais é limitada em jazidas menores de ouro, platina, cobre, estanho e tungstênio. Também na África Oriental a vantagem que ainda não foi atingida pela industrialização representa um grau de satisfação ao fato de que a economia se desenvolva.
Uma das regiões de maior pobreza e onde ocorrem mais conflitos é a África Centro-oriental. Seu povo teve crises de seca e fome (Somália e Etiópia) e conflitos entre etnias em que morreram 800 mil hutus e tutsis em Ruanda e Burundi.

#### África Meridional

As Cataratas Vitória, localizadas no rio Zambeze, na fronteira entre a Zâmbia e o Zimbábue

A África Meridional, cuja linha imaginária do Trópico de Capricórnio atravessa, está dividida em doze países. No relevo da África Meridional são predominantes os planaltos cujas baixas altitudes da faixa litorânea circundam. Correspondendo ao clima, que tem variação entre a umidade do tropical e o desértico (na região do Calaári), fazendo a passagem, pelo mediterrâneo, é encontrada uma vegetação que também tem diversidade, em que é verificada a savanas ali presentes, estepes e até mesmo florestas (em conjunto com o litoral do oceano Índico).
O ponto vantajoso das reservas de minério é que sustentam de maneira principal a economia da África Meridional. Merecem ser destacados os principais produtos econômicos do extrativismo mineral da África do Sul, que são o ouro, os diamantes, o crômio e o manganês) e da Zâmbia, que são o cobre e o cobalto. Como atividades que geram dinheiro podem ser citadas ainda a agricultura, onde os camponeses produzem alimentos de clima mediterrâneo como vinhas, oliveiras e frutas e alimentos de clima tropical como cana-de-açúcar, café, fumo e algodão, além dos pecuaristas criarem extensivamente os bois.
No território sul-africano, que é o país que tem mais indústrias no continente, a concentração das indústrias está localizada nas regiões metropolitanas de Joanesburgo, Cidade do Cabo e Durban. Na África do Sul, o regime político que oficializou a segregação racial foi apartheid. Através desse regime, por 15,5% da população, que são os brancos, foi dominado o país até 1994. Desde a instituição do apartheid, brancos e não brancos tiveram relações socialmente muito desiguais.
O Estado namibiano, que proclamou sua independência em 1990, fazia parte da África do Sul num período de 70 anos. Depois que a Alemanha colonizou de maneira original a Namíbia, foi elevado à categoria de colônia da África do Sul depois da Primeira Guerra Mundial. O primeiro governante que a população da Namíbia elegeu após a proclamação da independência foi Sam Nujoma, que liderava o movimento guerrilheiro num período de 30 anos.

## Demografia

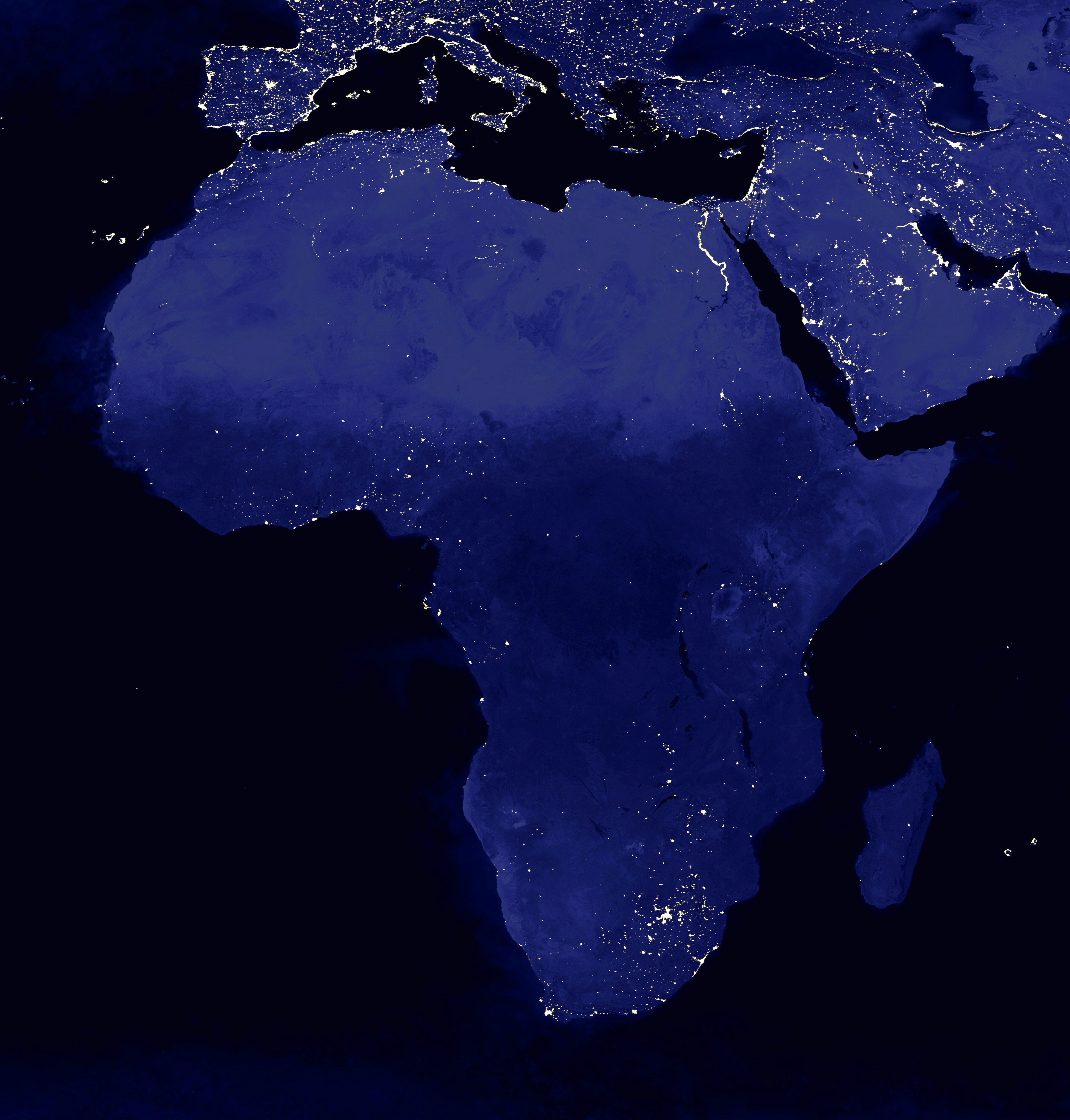
Imagem de satélite da África à noite, evidenciando a densidade demográfica do continente

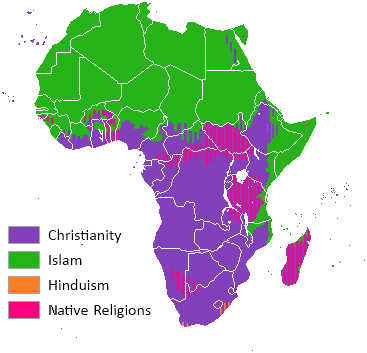
Mapa religioso da África

África é o terceiro continente em extensão territorial, e o segundo continente mais populoso (atrás da Ásia) com cerca de um bilhão de pessoas (estimativa para 2005), representando cerca de um sétimo da população do mundo, cifra que lhe confere uma densidade demográfica de cerca de 30 habitantes por quilômetro quadrado.
Essa pequena ocupação demográfica encontra explicações nos seguintes fatores:
- grande parte do continente é ocupada por áreas desfavoráveis a concentrações humanas: desertos, florestas densas e emaranhadas e formações vegetais típicas de solos pobres;[32]
- os índices de mortalidade são muito altos; embora tenham diminuído nos últimos 50 anos, ainda se mantêm superiores aos de outros continentes;[32]
- a África é um continente que recebeu correntes migratórias; ao contrário, perdeu inúmeros habitantes na época do tráfico de escravos.[32]

A população africana caracteriza-se também pela distribuição irregular. O vale do Nilo, por exemplo, possui densidade demográfica de 500 hab./km2, enquanto os desertos e as florestas são praticamente despovoados. Outros pontos de alta densidade são o golfo da Guiné, as áreas férteis em torno do lago Vitória e alguns trechos no extremo norte e no extremo sul do continente. As regiões das savanas, de maneira geral, são áreas de densidades demográficas médias.
Poucos países africanos apresentam população urbana numericamente superior à rural; entre os que se enquadram nesse caso estão Argélia, Líbia e Tunísia.
A quase totalidade dos países africanos exibe características típicas do subdesenvolvimento: elevadas taxas de natalidade e de mortalidade, bem como a expectativa de vida muito baixa. Resulta desses fatores a preponderância de jovens na população, que, além de apresentarem menor produtividade, requisitam grandes investimentos em educação e nível de emprego.
Em correspondência com os diferentes ramos étnico-culturais, encontram-se na África três religiões principais, cuja distribuição pode ser analisada no mapa acima : o islamismo, que se manifesta sobretudo na África Branca, mas é também professado por numerosos povos negros; o cristianismo, religião levada por missionários e professada majoritariamente nas regiões central e sul do continente; e as religiões tradicionais africanas centradas no animismo, seguido em toda a África Negra. Esta última corrente religiosa, na verdade, abrange grande número de seitas politeístas, que possuem em comum a crença na força e na influência dos elementos da natureza sobre o destino dos homens.
Da mesma forma que as religiões, existem inúmeras línguas no continente: várias línguas de origem africana e os idiomas introduzidos pelos colonizadores, utilizados até hoje. Os principais são: árabe, inglês, francês, português e africâner, língua oriunda do neerlandês, falada pelos descendentes de neerlandeses, alemães e franceses da África do Sul e da Namíbia.

### Composição étnica

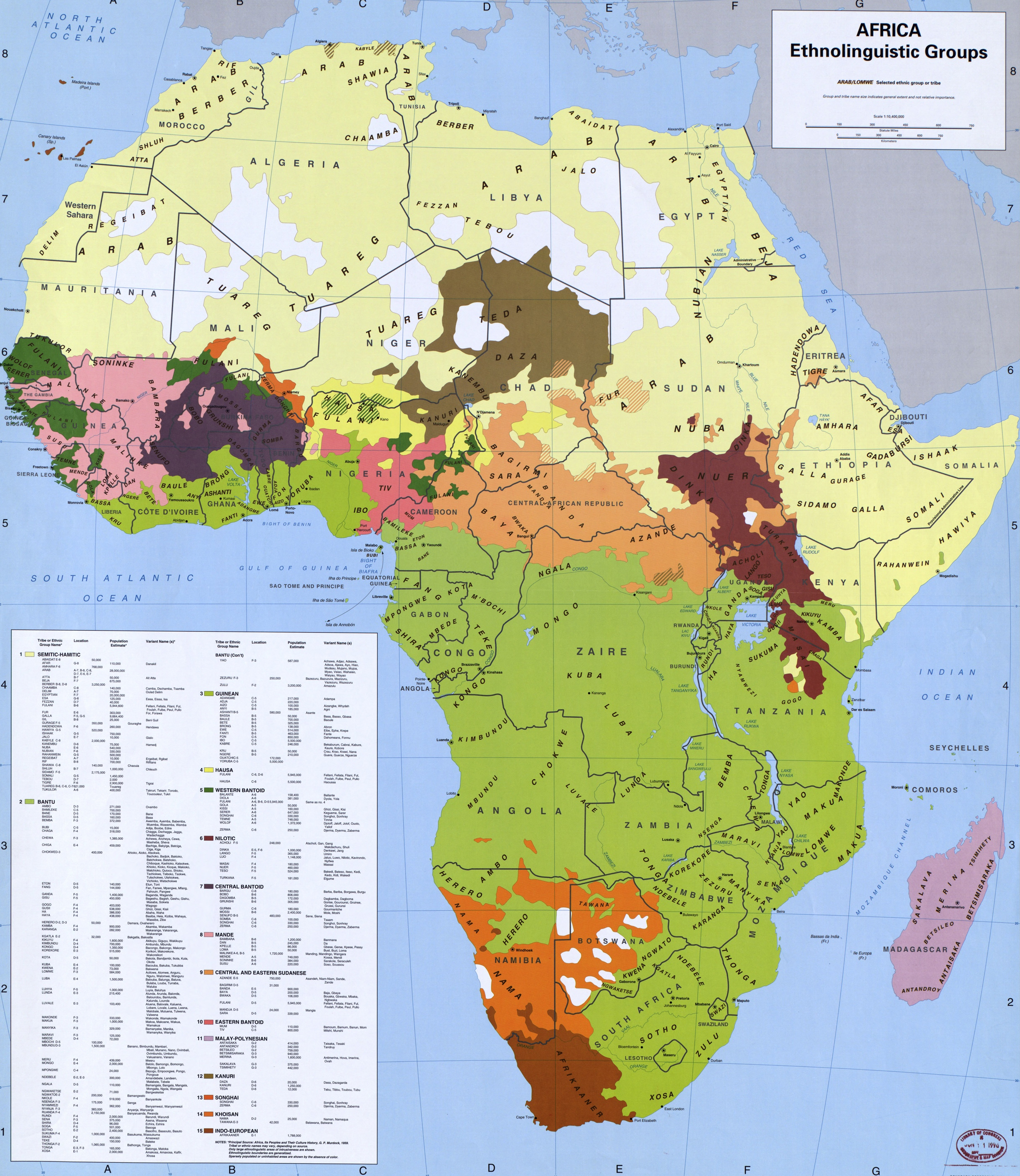
Mapa etnolinguístico do continente africano (1996)

A maior parte da população africana é constituída por diferentes povos negros, mas há expressiva quantidade de brancos, que vivem principalmente na porção setentrional do continente, ao norte do deserto do Saara, por isso mesmo denominada "África Branca". São principalmente árabes e berberes, mas incluem também os tuaregues; aparecem ainda, embora em menor quantidade, judeus e descendentes de europeus.
A Sul do Saara estende-se a chamada "África Negra", povoada por grande variedade de grupos negroides que se diferenciam entre si por diferenças culturais, como as religiões que professam e a grande diversidade de línguas que falam. Os grupos mais importantes são:
- bantos: são numericamente superiores aos demais grupos. Habitam a metade sul do continente e têm como atividades principais a criação de gado e a caça. Constituíram o maior contingente de africanos trazidos ao Brasil;[37]
- nilóticos: são encontrados na região do Alto Nilo e caracterizam-se pela estatura elevada;[34]
- pigmeus: de pequena estatura, vivem principalmente na Floresta do Congo e em seus arredores, onde sua subsistência na caça e na coleta de raízes.[34]
- coissãs (anteriormente chamados bosquímanos): habitam a região do Deserto de Calaári, sendo atualmente pouco numerosos; distinguem-se como grandes caçadores de antílopes e avestruzes.[34]

Além dos negros, encontramos na África os malgaxes, povo de origem malaia que habita a ilha de Madagáscar, os indianos trazidos pelos colonizadores britânicos e portugueses para a África Oriental, além de um pequeno número de imigrantes chineses e de origem europeia.

### Problemas socioeconômicos

#### Fome

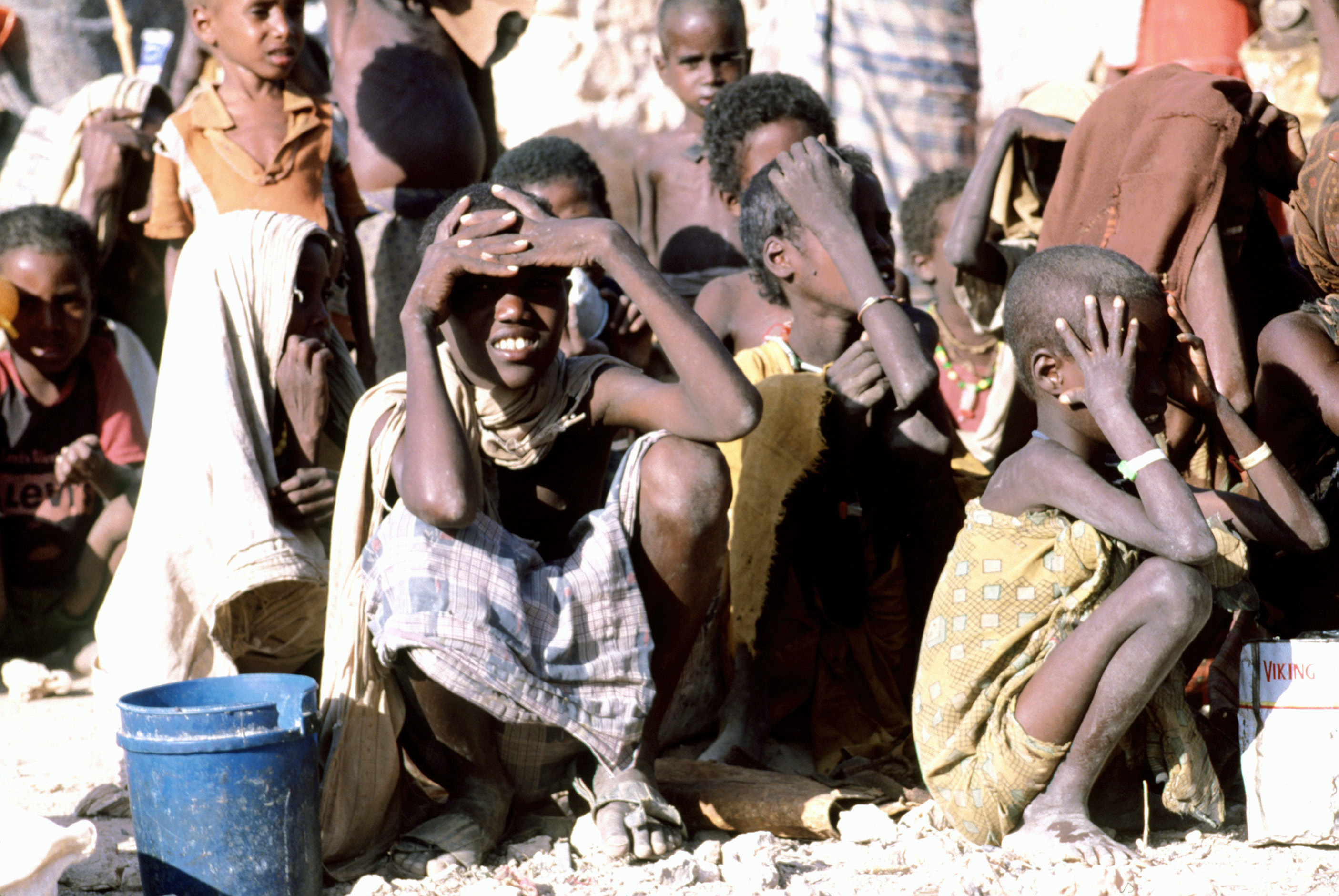
Crianças somalis esperando pela ajuda americana da Operação Good Relief em 1992

Existe no mundo uma diversidade de regiões que a fome atinge. A fome é a causa de morte para milhares de pessoas anualmente. Os principais focos são Haiti, Indochina, Índia e Bangladexe. Mas não há outro lugar onde ocorre a disseminação do problema a não ser na África. Apesar disso, a fome atinge com dureza trinta países, em primeiro lugar, principalmente aqueles que se localizam nas áreas adjacentes do deserto do Saara. Por esse motivo, com alguma frequência a associação da fome está relacionada com o clima árido e as precipitações irregulares. O clima adverso, porém, apenas faz a amplitude da miséria da maioria dos cidadãos africanos, que vivem numa posição inferior à linha da pobreza e às péssimas condições de que podem sobreviver. Outros fazem a contribuição para a composição desse quadro dramático.
Para o profundo entendimento de tudo aquilo que causou a fome na África é importante é a volta no tempo à época em que foi colonizada, quando os europeus introduziram o sistema de plantation para realizar a produção de gêneros que se destinam à exportação, tornando reduzida a área de cultivos de subsistência (milho, sorgo, mandioca, etc.). A maioria dos países africanos exportadores, por valores flutuantes, matérias-primas para os países ricos e que fazem a importação, a preços caríssimos, alimentos para suas populações que passam fome.
Com a agricultura extensiva, o homem derruba as matas e em seus limites ocorre o avanço do deserto. A produção necessária para exportar não permite que seja praticado o sistema de descansar a terra, que se esgota com rapidez e mesmo assim o fato de utilizar fertilizantes é de difícil recuperação. Geralmente, dessa forma, houve a diminuição da produtividade agrícola em muitos países africanos. O fato de introduzir a pecuária extensiva, em consequência da pecuária nômade, que se prática de maneira tradicional no continente, também é causadora de danos às paisagens africanas, pois ocorre a morte dos rebanhos com as pastagens que se reduziram, sendo que a fome os atinge, igualmente à população.
Outro problema é o descompasso existente entre o enorme crescimento populacional e o reduzido crescimento, ou mesmo estagnação, da agropecuária. Apesar das elevadas taxas de mortalidade infantil e geral, da ineficácia dos serviços de saúde e das numerosas doenças, a população africana cresce em níveis muito altos. A todos esses problemas é preciso acrescentar outro, ainda mais marcante: as guerras. A colonização da África impôs divisões políticas que nunca coincidiram com as divisões tribais e, atualmente, guerras entre tribos agravam ainda mais a fome e a mortalidade no continente.
Quando o problema torna-se agudo demais, é comum organizarem-se campanhas nos países mais ricos. Essas campanhas, no entanto, conseguem apenas atenuar o problema, pois atacam as suas consequências e não as suas causas. Além disso, nem todos os recursos provenientes dessas campanhas chegam a seu destino, pois a rede de transportes e demais serviços de infraestrutura extremamente precários fazem com que parte dos alimentos enviados não alcance as populações mais isoladas.

#### Racismo
Em nenhuma outra parte do mundo a questão racial assumiu questões tão graves como na África do Sul. Embora os negros, mestiços e indianos constituam 86% da população, eram os brancos que detinham todo o poder político, e somente eles gozavam de direitos civis.
A origem desse sistema, denominado apartheid, data de 1911, quando os africânderes (descendentes de agricultores neerlandeses que emigraram para a África do Sul) e os britânicos estabeleceram uma série de leis para consolidar seu domínio sobre os negros. Em 1948, a política de segregação racial foi oficializada, criando direitos e zonas residenciais para brancos, negros, asiáticos e mestiços.
Na década de 1950, foi fundado o Congresso Nacional Africano (CNA), entidade negra contrária à segregação racial na África do Sul. Em 1960, o CNA foi declarado ilegal e seu líder Nelson Mandela, condenado à prisão perpétua. De 1958 a 1976, a política do apartheid se fortaleceu com a criação dos bantustões, apesar dos protestos da maioria negra.
Diante de tal situação, cresceram o descontentamento e a revolta na maioria subjugada pelos brancos; os choques tornaram-se frequentes e violentos; e as manifestações de protesto eram decorrência natural desse quadro injusto. A comunidade internacional usou algumas formas de pressão contra o governo sul-africano, especialmente no âmbito diplomático e econômico, no sentido de fazê-lo abolir a instituição do apartheid.

## Governo e política
A maioria dos países do continente possuem governos "democraticamente" eleitos. Atualmente, 55 estados são membros da União Africana, uma união continental que foi formada em 2002, e que tem Adis Abeba, na Etiópia, como sua sede.
No entanto, é frequente que as eleições sejam consideradas sujas por fraude eleitoral, tanto internamente, como pela comunidade internacional. Por outro lado, ainda subsistem situações em que o presidente ou o partido governamental se encontram no poder há dezenas de anos, como são os casos de Angola e de Zimbábue.

### Colonização europeia e guerras

Mapa de África Colonial em 1913.
Bélgica
França
Alemanha
Grã-Bretanha
Itália
Portugal
Espanha
Estados independentes (Libéria e Etiópia)

A atual divisão política da África somente se configurou nas décadas de 1960 e 1970. Durante séculos, o continente foi explorado pelas potências europeias — Reino Unido, França, Portugal, Espanha, Bélgica, Itália e Alemanha -, que o dividiram em zonas de influência adequadas aos seus interesses. Ao conseguirem a independência, os países africanos tiveram de se moldar às fronteiras definidas pelos colonizadores. Estas, por um lado, separavam de modo artificial grupos humanos pertencentes às mesmas tribos, falantes dos mesmos dialetos e praticantes dos mesmos costumes e submetia-os, por outro lado, à influência de valores europeus.
Em muitos desses novos países, após a independência, houve inevitáveis revoltas separatistas e golpes de Estado que terminaram por instaurar ditaduras. Seguindo diretrizes capitalistas ou socialistas, os governos assim constituídos distinguiam-se sempre pela perseguição política, que chegava a culminar em torturas e massacres dos opositores.
Em grande parte dos casos, a independência política não foi total, pois geralmente os novos países mantiveram laços econômicos com as ex-metrópoles e, durante a Guerra Fria, alguns ligaram-se às grandes potências (Estados Unidos e extinta União Soviética) em busca de assistência militar e econômica.
De tudo isso resulta a existência de muitos focos de conflito no continente. Em alguns casos trata-se de lutas de caráter político: grupos que pretendem conquistar o poder se confrontam com os que detêm o domínio da região. Em outros, o motivo principal é o separatismo, originado pela artificialidade das fronteiras coloniais herdadas.

### Países e territórios atuais
Abaixo indicam-se as principais regiões da África e os países que as compõem.

Divisão política da África

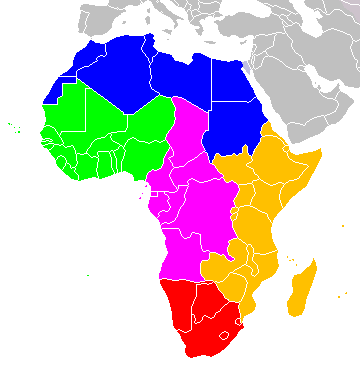
Subdivisões da África para fins estatísticos usada pela ONU.
Norte de África (físico-geograficamente, a Península de Sinai, no Egito, pertence ao Médio Oriente, região da Ásia).
África Ocidental
África Central
África Oriental
África Meridional ou África Austral

Países membros da União Africana (verde escuro)

### África Meridional
- África do Sul
- Angola
- Botswana
- Comores
- Lesoto
- Madagáscar
- Malawi
- Ilhas Maurícias
- Moçambique
- Namíbia
- Essuatíni
- Zâmbia
- Zimbabwe

### África Central
- Chade
- República do Congo
- República Centro-Africana
- República Democrática do Congo

### África Ocidental
- Benim
- Burquina Fasso
- Cabo Verde
- Camarões
- Costa do Marfim
- Gabão
- Gâmbia
- Gana
- Guiné
- Guiné-Bissau
- Guiné Equatorial
- Libéria
- Mali
- Mauritânia
- Níger
- Nigéria
- São Tomé e Príncipe
- Senegal
- Serra Leoa
- Togo

### África Setentrional
- Argélia
- Egito[42]
- Líbia
- Marrocos
- Sudão
- Sudão do Sul[43][44]
- Tunísia

### África Oriental
- Burundi
- Djibuti
- Eritreia
- Etiópia
- Quênia
- Ruanda
- Seicheles
- Somália
- Tanzânia
- Uganda

### Estados não reconhecidos ou em disputa
- Saara Ocidental (República Democrática Árabe Saariana)
- Somalilândia

### Dependências
- Noruega
  - Ilha Bouvet (normalmente considerada ilha da Antárctida)
- Reino Unido
  - Santa Helena, Ascensão e Tristão da Cunha

### Outros territórios
Há ainda territórios pertencentes ao território de países de outros continentes, considerados integralmente como parte desses países e, por isso, não constituindo territórios dependentes:
- Espanha
  - Ilha de Alborão, parte da província espanhola de Almeria;
  -  Ilhas Canárias, comunidade autónoma de Espanha;
  -  Ceuta, incluindo a Ilha de Perejil, cidade autónoma de Espanha;
  -  Melilha, cidade autónoma de Espanha;
  - Praças de soberania, possessões ao largo da costa marroquina e separadas do ordenamento territorial espanhol:
    - Ilhas Alhucemas;
    - Ilhas Chafarinas;
    - Penedo de Vélez de la Gomera;
- França
  - Maiote, departamento e região ultramarina de França
  - Reunião, departamento e região ultramarina de França
  -  Terras Austrais e Antárticas Francesas, território ultramarino de França, maioritariamente antárctico:
    - Ilhas Esparsas do Oceano Índico, 5.º distrito das TAAF e o único situado em África:
      - Bassas da Índia
      - Ilha Europa
      - Ilhas Gloriosas
      - Ilha de João da Nova
      - Ilha Tromelin
- Iêmen
  - Socotorá, ilha e província do Iémen

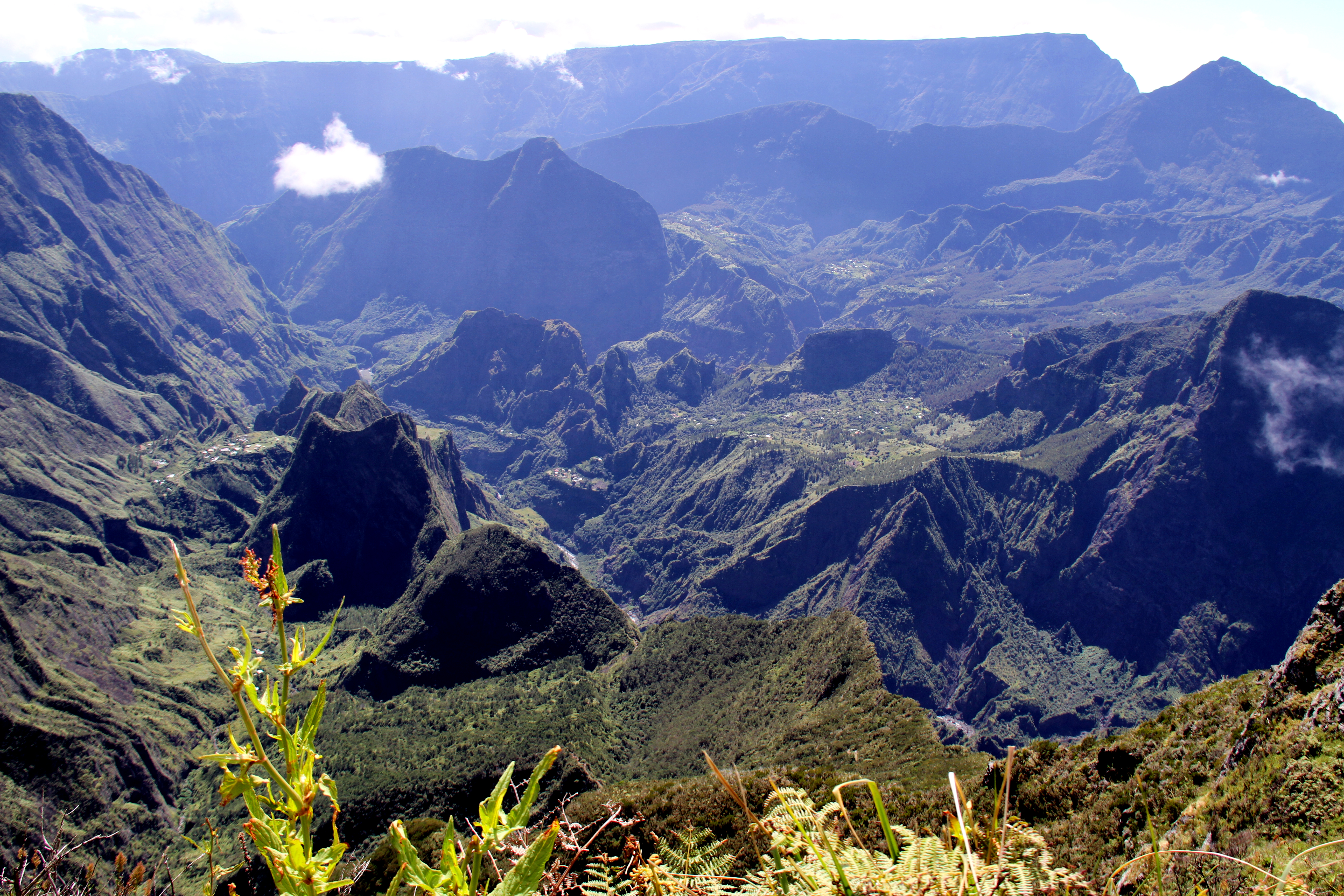
Reunião

- ItáliaReunião
  - Pantelária,[45] ilha e comuna italiana da província de Trápani, região da Sicília
  -  Ilhas Pelágias,[46] que constituem a comuna de Lampedusa e Linosa, província de Agrigento, região da Sicília
- Portugal
  -  Madeira, região autónoma de Portugal

### Outros agrupamentos de países africanos usadas frequentemente
- África subsaariana
- Corno de África (no Brasil, Chifre da África)
- Guiné
- Magrebe (ou Magreb)
- Noroeste da África

## Economia

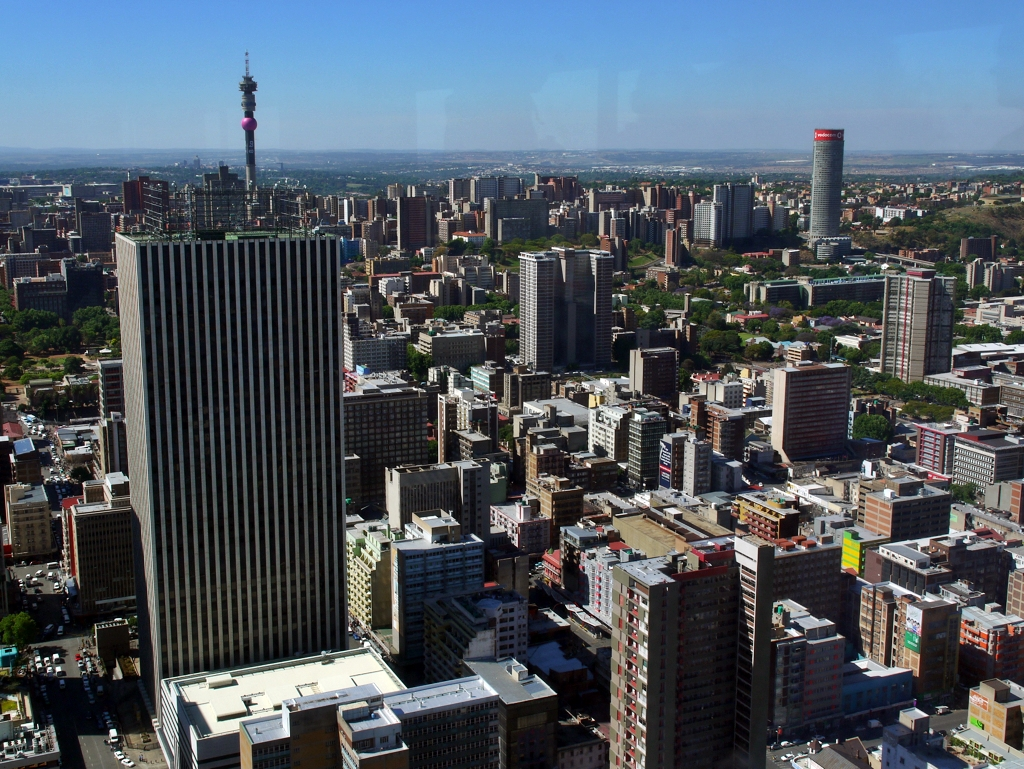
Joanesburgo, África do Sul, a cidade mais rica do país e de todo o continente africano, responsável por 33% do PIB sul-africano e por 10% do PIB da África

A África é um dos continentes mais pobres do mundo, onde estão quase dois terços dos portadores do vírus HIV do planeta, a continuidade dos conflitos armados, o avanço de epidemias e o agravamento da miséria põem em causa o seu desenvolvimento. Algumas nações alcançaram relativa estabilidade política, como é o caso da África do Sul, que possui sozinha um quinto do PIB de toda a África.
Distinguindo-se pelas elevadas taxas de natalidade e de mortalidade e pela baixa expectativa de vida e abrigando uma população jovem, a África caracteriza-se pelo subdesenvolvimento. Aparecendo ao mesmo tempo como causa e consequência desse panorama, os setores econômicos em que os países africanos apresentam algum destaque constituem herança do seu passado colonial: o extrativismo e a agricultura — setores em que são baixos os investimentos e o custo da mão-de-obra — cuja produção é destinada a abastecer o mercado externo.

### Extrativismo

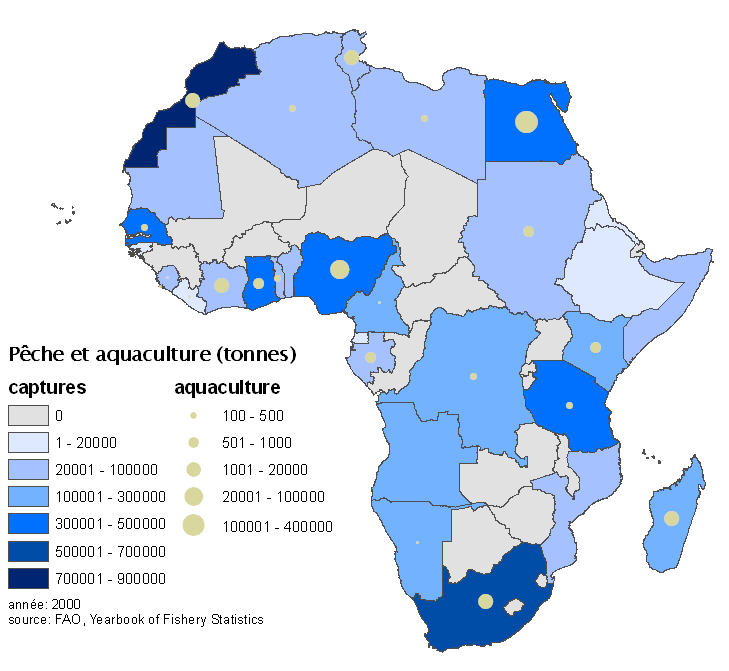
Mapa da África mostrando a pesca e a aquacultura (antes da independência do Sudão do Sul)

A África detém grandes reservas minerais, destacando-se o ouro de Gana, África do Sul, Sudão e Mali e os diamantes da África do Sul, do Congo-Quinxassa e de Gana, que respondem pela maior parte da produção mundial. É igualmente rica em fontes energéticas como petróleo e gás natural, explorados principalmente na Nigéria, em Angola, na Argélia, no Egito e na Líbia.
O subsolo africano fornece também em abundância os seguintes minerais: bauxita (Guiné), cobalto (Congo-Quinxassa, Madagascar, Marrocos e África do Sul), cromo (África do Sul), cobre (Congo-Quinxassa e Zâmbia), minério de ferro (África do Sul), lítio (Zimbábue), manganês (África do Sul, Gabão e Costa do Marfim), fosfato (Marrocos, Egito, Tunísia, Senegal, Argélia e Togo), platina (África do Sul e Zimbábue), estanho (Congo-Quinxassa, Nigéria e Ruanda), tungstênio (Ruanda), tântalo (Congo-Quinxassa, Ruanda, Nigéria, Etiópia e Burundi), e urânio (Namíbia e Níger).
Apesar da diversidade de minerais encontrada em seu subsolo, a África revela-se um continente pobre, o que é explicado pelo fato de a exploração das riquezas minerais estar a cargo de companhias europeias ou norte-americanas. Estas, ao se instalarem, implantam na região uma infraestrutura — equipamentos, técnicas e meios de transporte — visando exclusivamente à extração e exportação das riquezas em estado bruto para os países industrializados, de modo que a maior parte dos lucros provenientes desse setor acaba se encaminhando para fora do continente.
A caça, a pesca e a coleta de produtos naturais ainda constituem importantes fontes de renda para a grande parcela da população africana. No extrativismo animal, figuram em primeiro plano o comércio de couro e de peles em Burquina Fasso, Botsuana e Djibuti, e o de marfim na África do Sul, Congo-Quinxassa, Moçambique e Gabão. O extrativismo vegetal fornece como principais produtos: madeiras, resinas e especiarias, nos países cobertos parcialmente pela floresta equatorial; óleo de palma, no Benim e na Costa do Marfim; tâmaras, nos países desérticos.

### Agropecuária

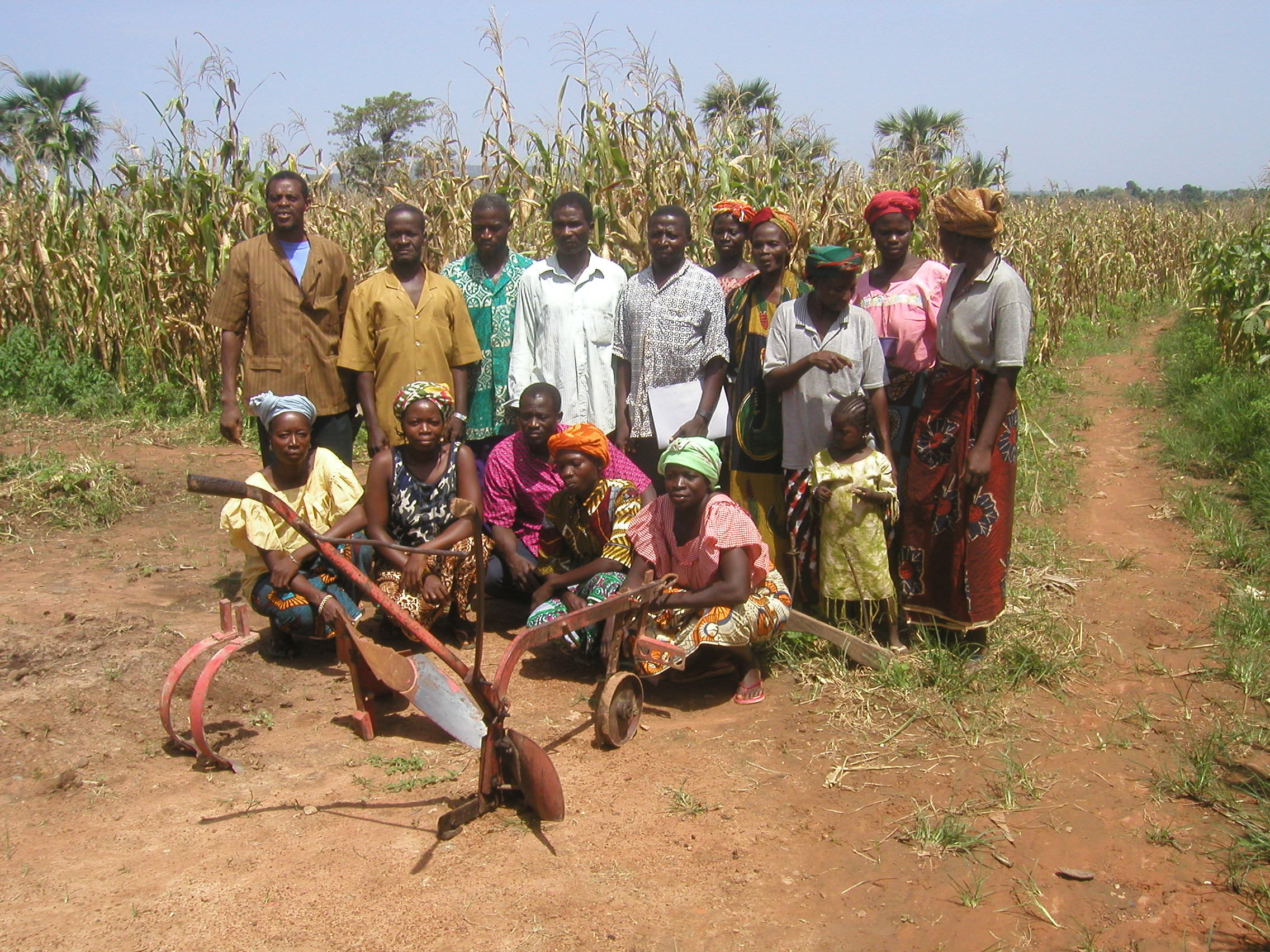
Um grupo de agricultores burquineses

A agricultura do continente africano apresenta-se sob duas formas: a de subsistência e a comercial. A primeira é rudimentar, itinerante e extensiva — planta-se em grandes extensões de terra, que são cultivadas anos seguidos, até ocorrer o esgotamento do solo. Em seguida, busca-se outra área, em que se repete o mesmo processo. Trata-se de um sistema pouco produtivo, cujas colheitas abastecem, em geral, apenas os próprios agricultores. Como principais produtos de cultivo para consumo da população local, citam-se inhame, mandioca, batata doce, sorgo, amendoim, taro, feijão-macáçar, milho e arroz.
A forma comercial de agricultura está representada pela plantation, sistema introduzido pelos europeus no período colonial; baseia-se na monocultura em grandes extensões de terra, com produção voltada para o mercado externo. Muitas vezes as propriedades encontram-se sob o comando de grandes empresas agroindustriais. Enquadram-se nos produtos que a África normalmente cultiva para a exportação: algodão, chá, tabaco, cacau, café, castanha de caju e banana-da-terra.
Existem também cultivos típicos de certas regiões da África, como as azeitonas no norte do continente; a noz de cola, o egusi a castanha de carité na África Ocidental; e o gergelim por todo o continente.
Devido às condições naturais pouco propícias à criação de gado bovino, a África tem na pecuária uma atividade econômica de limitado alcance, em geral praticada de forma nômade ou extensiva. O maior destaque é para a criação de ovelhas na África do Sul e na Etiópia, além de pequenos rebanhos conduzidos por nômades nas regiões de estepes. Nos países situados ao norte do Saara, criam-se camelos e dromedários, animais de grande porte utilizados como meio de transporte. Nessa região, os rebanhos caprino e ovino também são significativos.

### Indústria e transportes

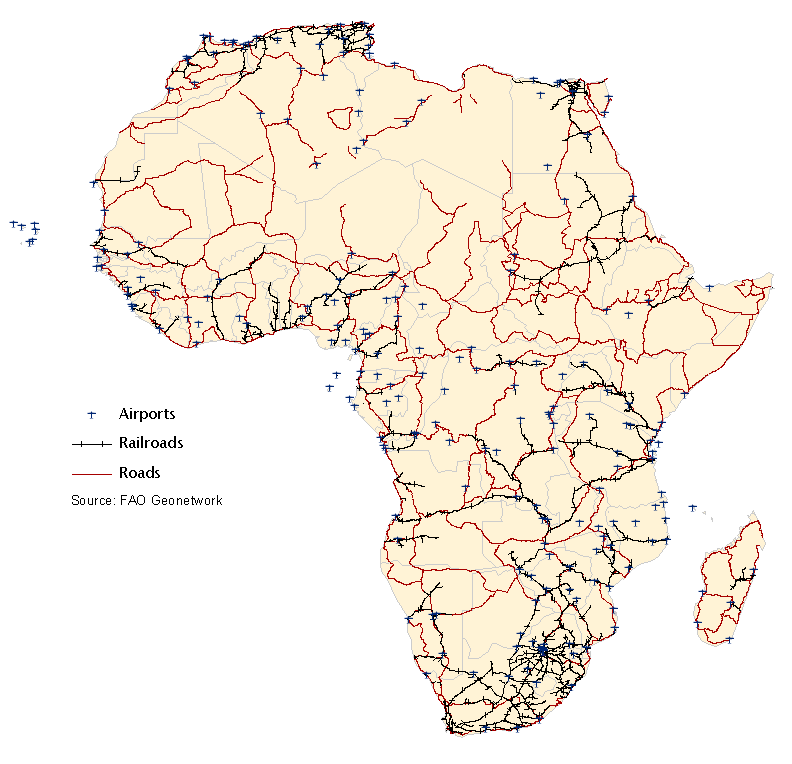
Mapa da rede de transportes da África

A incipiente industrialização do continente, por sua vez, está restrita a alguns pontos do território. Iniciou-se tardiamente, após o processo de descolonização, motivo pelo qual as indústrias africanas levam grande desvantagem em relação ao setor industrial altamente desenvolvido de países do Primeiro Mundo, ou mesmo de Terceiro Mundo, mas industrializados, como o Brasil. Esse distanciamento agrava-se dia a dia com o permanente aprimoramento industrial e tecnológico dos países desenvolvidos.
Toda a sua estrutura econômica é extremamente frágil e dependente, fato que se torna mais evidente no setor industrial: a escassez de capitais, a falta de mão-de-obra técnica especializada e a insuficiência dos meios de transporte, aliados ao baixo poder aquisitivo da população, compõem um quadro nada propício ao desenvolvimento econômico. Mesmo a grande variedade de matérias-primas, sobretudo minerais, que poderia ser utilizada para promover a indústria africana, é destinada basicamente ao mercado externo.

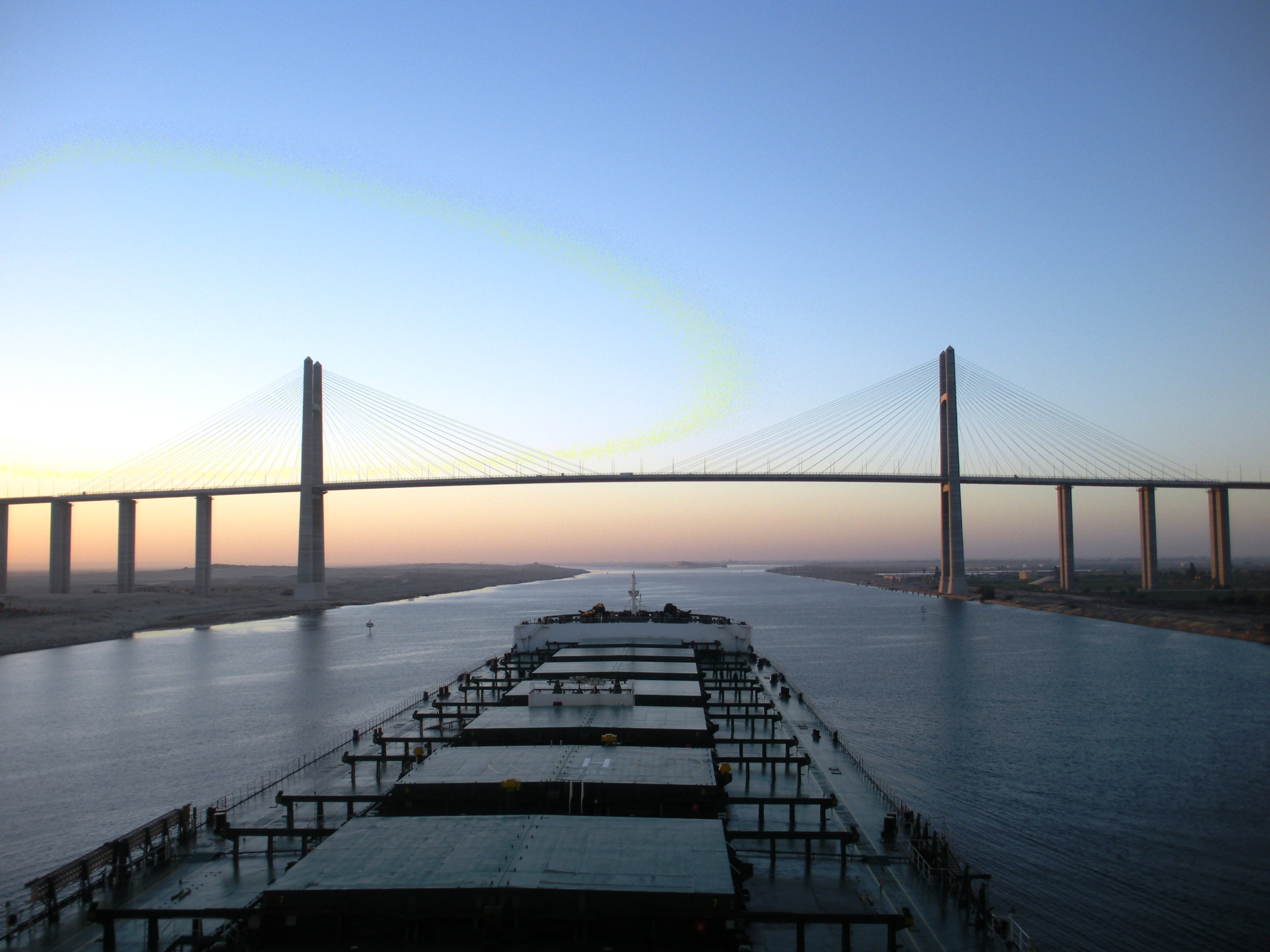
Um cargueiro passando sob a Ponte Canal de Suez, no Egito

Atuando nesse panorama, as modestas indústrias africanas dedicam-se, em geral, ao beneficiamento de matérias-primas, como madeiras, óleos comestíveis, açúcar e algodão, ou ao beneficiamento de minérios para exportação.
Atraídas pelo baixo preço da mão-de-obra, da energia elétrica e das matérias-primas, muitas indústrias de origem europeia e norte-americana instalaram-se no continente, onde produzem a custo reduzidos artigos cuja exportação lhes possibilita altas margens de lucro.
As indústrias têxteis e alimentares, voltadas para o mercado interno, encontram-se em todos os países do continente, enquanto na África do Sul, no Egito e no Congo-Quinxassa estão instaladas as principais indústrias de base (siderúrgicas, metalúrgicas, usinas hidrelétricas etc.) Essa circunstância justifica o fato de a África do Sul e o Egito serem os países mais industrializados do continente.
O sistema de transportes, bastante precário, constitui um entrave ao desenvolvimento industrial. Implantado pelos colonizadores, tinha como principal finalidade possibilitar o escoamento de matérias-primas e gêneros agrícolas para os portos marítimos, de onde os produtos seguiam para as metrópoles. Por isso, hoje a África ressente-se da falta de uma rede rodoviária e ferroviária que interligue eficazmente suas regiões.

## Cultura

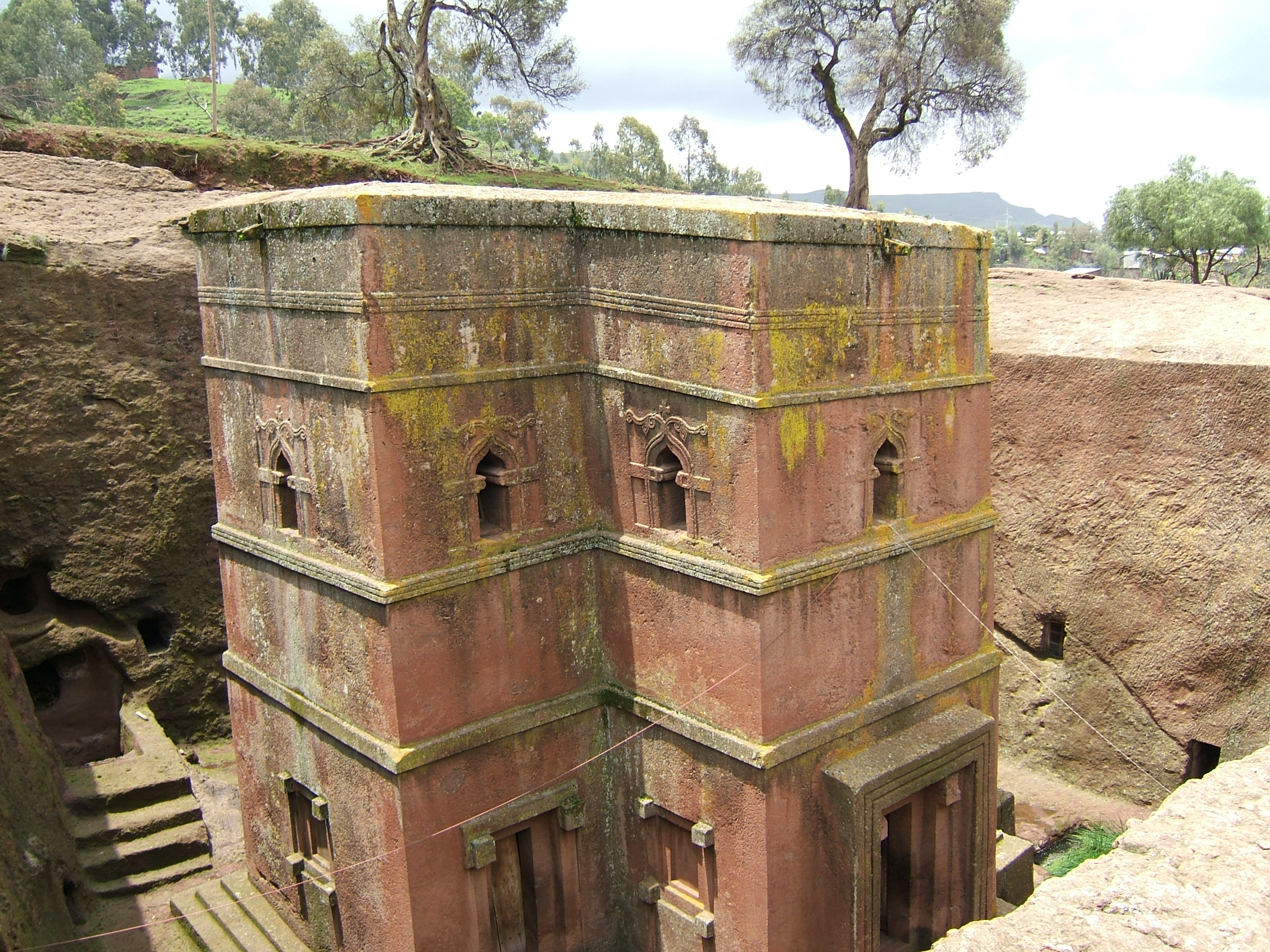
Igreja São Jorge em Lalibela, na Etiópia, um Patrimônio Mundial pela UNESCO

A cultura da África reflete a sua antiga história e é tão diversificada como foi o seu ambiente natural ao longo dos milénios. A África é o território terrestre habitado há mais tempo, e supõe-se que foi neste continente que a espécie tenha surgido. Os mais antigos fósseis de hominídeos encontrados na África (Tanzânia e Quênia) têm cerca de cinco milhões de anos. O Egito foi provavelmente o primeiro Estado a constituir-se na África, há cerca de 5 000 anos, mas muitos outros reinos ou cidades-estados se foram sucedendo neste continente, ao longo dos séculos (por exemplo, Axum, o Grande Zimbábue). Para além disso, a África foi, desde a antiguidade, procurada por povos doutros continentes, que buscavam as suas riquezas.
O continente africano cobre uma área de cerca de 30 milhões de quilômetros quadrados, um quinto da área terrestre da Terra, e possui mais de 50 países. Suas características geográficas são diversas e variam de tropical úmido ou floresta tropical, com chuvas de 250 a 380 centímetros a desertos. O monte Quilimanjaro (5 895 metros de altitude) permanece coberto de neve durante todo o ano enquanto o Saara é o maior e mais quente deserto da Terra. A África possui uma vegetação diversa, variando de savana, arbustos de deserto e uma variedade de vegetação crescente nas montanhas bem como nas florestas tropicais e tropófilas.
Como a natureza, os atuais 800 milhões de habitantes da África evoluíram um ambiente cultural cheio de contrastes e que possui várias dimensões. As pessoas através do continente possuem diferenças marcantes sob qualquer comparação: falam um vasto número de diferentes línguas, praticam diferentes religiões, vivem em uma variedade de tipos de habitações e se envolvem em um amplo leque de atividades econômicas.